# Morphogenese der Buchstaben

Grafische Darstellungen (Glyphen) des Buchstabens a

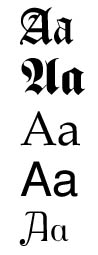
Buchstabe A als Majuskel und a als Minuskel

Die Morphogenese oder Metamorphose der Buchstaben (von altgriechisch μορφή (morphē) → Gestalt, lateinisch Transformation) ist die grafische Gestaltveränderung bzw. Umformung der „lateinisch-deutschen“ Buchstaben (als Allographe bzw. Glyphen). Beispielsweise sind <a> und <ɑ> Allographe: in vielen Druckschriften wird die humanistische Form <a> verwendet, während man in Schreibschriften eher das kursive <ɑ> findet (vgl. ᵹ, 𝗴 und g). Ein weiteres Beispiel sind Groß- und Kleinbuchstaben, z. B. <A> und <a>. Außerdem die Ligatur ß für ſs, ſʒ oder ʃs und die Umlaute ä, ö und ü für aͤ (æ), oͤ (œ) und uͤ.

## Urformen und Entwicklung
Im Vorderen Orient entstand neben der Keilschrift auch eine Lautschrift (im Libanon) ohne Vokale. Diese Phönizische Schrift hatte ein Alphabet mit 22 Anlautzeichen (Aleph, Beth, Gimel …). Von dieser »Phoinikeia grammata« (Herodot) stammt auch das (west)griechisch-etruskische, das Lateinische Alphabet (»scriptura capitalis«) und das kyrillische Alphabet ab.
| Beispiel A: |  |  |  | → |  |  |  |  | → |  |  |  |  |

Phönizisches Alphabet
Die phönizischen Schriftzeichen stammen von der Protosinaitische Schrift (in Kanaan) ab. Es waren Lautzeichen aus vereinfachten Zeichnungen von Hieroglyphen. Die Namen dieser Lautzeichen wurden nach einem Gegenstand oder einem Tier benannt, das mit dem gleichen Buchstaben begann – wie bei einer Anlauttabelle: A wie Aleph (=Stier), B wie Beth (=Haus).
Die phönizische Schrift ist eine linksläufige Konsonantenschrift mit 22 Lautzeichen. Die meisten Buchstaben „schauen“ nach links (z. B. Ǝ, И, Я und Ƨ) und geben damit die Leserichtung an. Sie sind so gestaltet, dass man sie auch spiegelbildlich (oder gedreht) eindeutig erkennen kann.

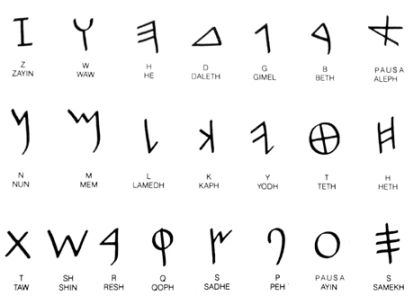
Phönikisches „Aleph-Beth“
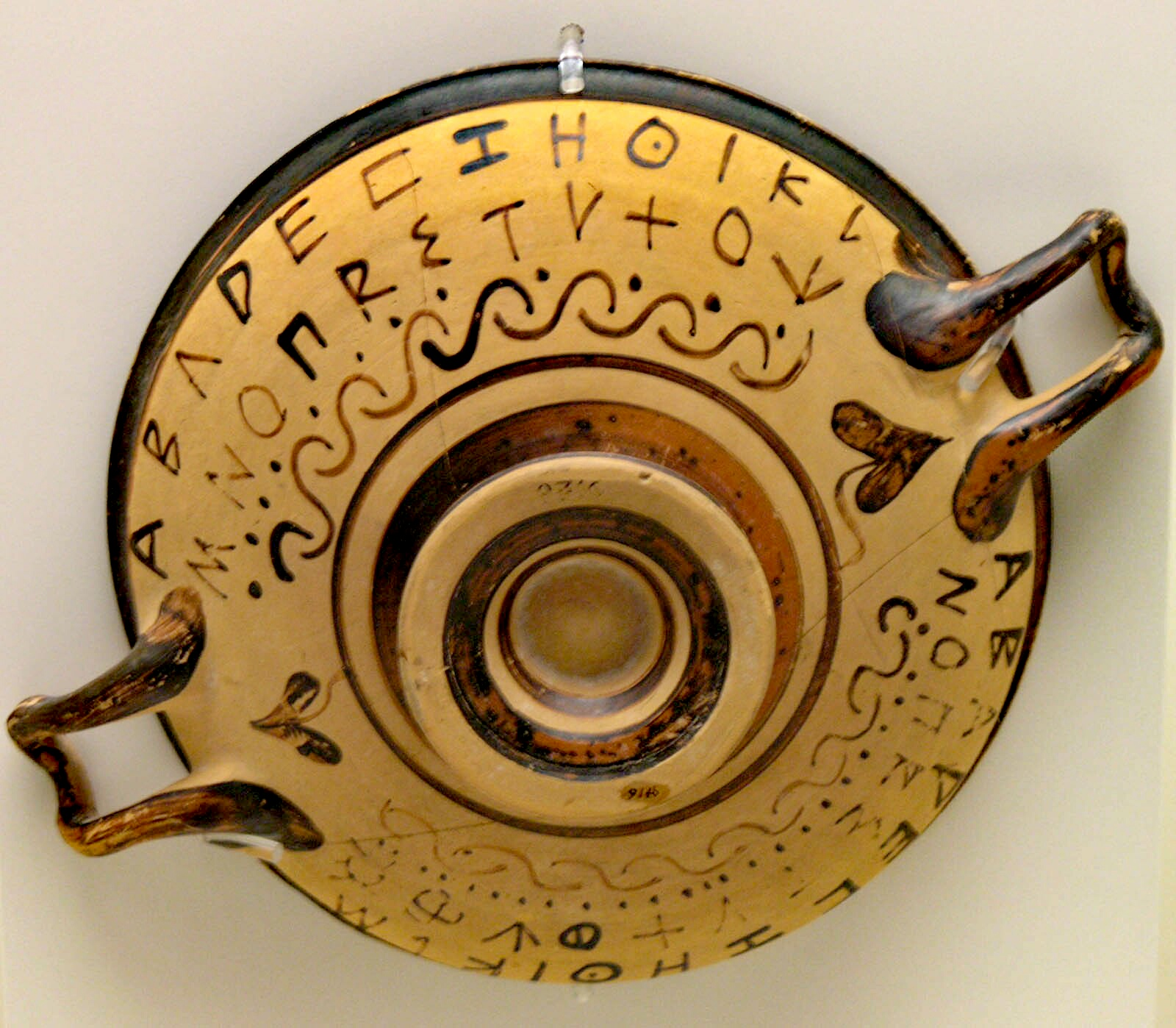
Griechisches Alphabet mit „Abecedarium“
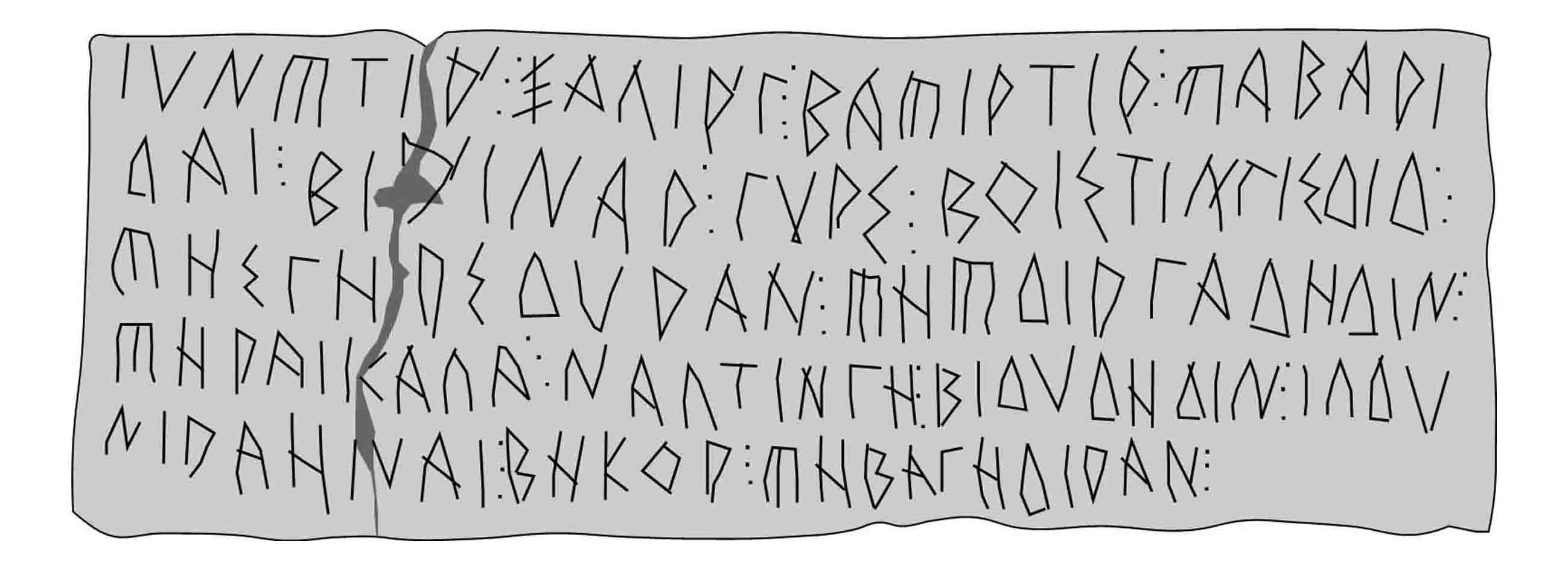
Gräko-Iberische Schrift (auf einem Bleiblech)
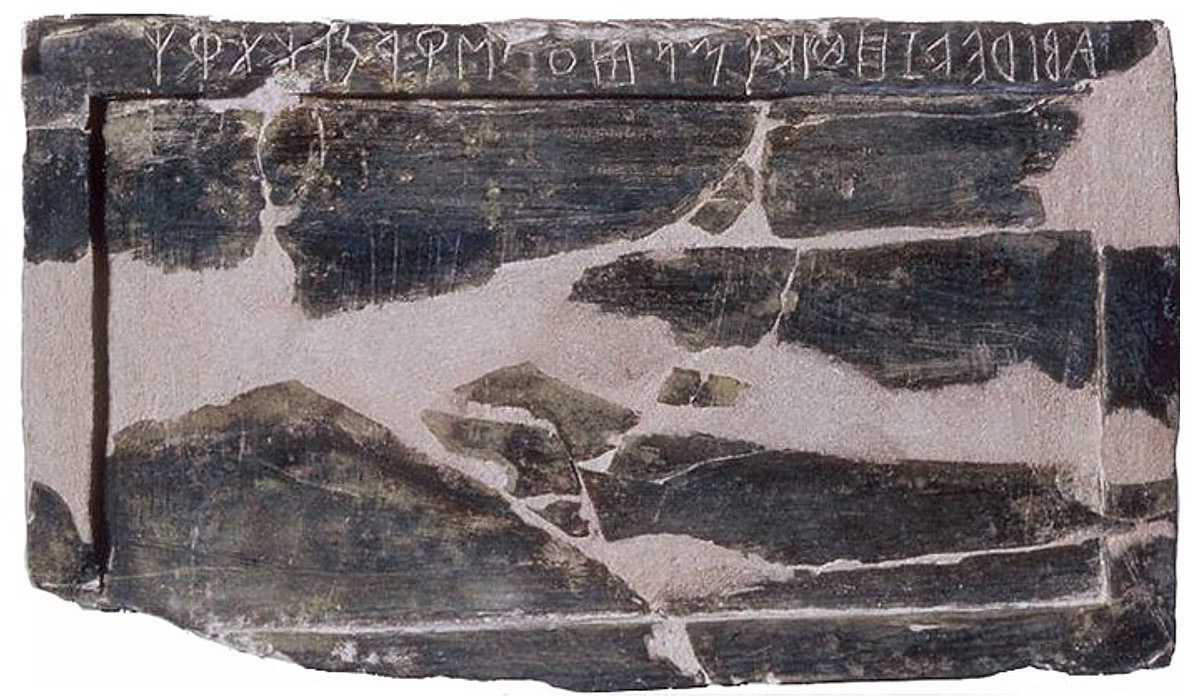
Etruskische Schreibtafel, 7. Jh. vor Chr.

Altgriechisches Alphabet
Die griechische Schrift ist eine Weiterentwicklung der phönizischen Schrift und war die erste Alphabetschrift mit Vokalen. Das Upsilon (griech. Υ = U) stammte ebenso wie das Digamma (Ϝ) von dem phönizischen Waw () ab, den Buchstaben Omega (Ω) bildeten die Griechen aus dem Omikron neu. Der Text wurde links- und rechtsläufig geschrieben (bustrophedonal, „furchenwendig“), d. h. die Buchstaben schauen zunächst nach links (z. B. ∃) und in der nächsten Zeile nach rechts (dextral: E). Auf Stein und Blech konnten wenig runde Formen eingeritzt werden („graviert“, von griech. graph). Deshalb sehen die phönikischen und frühen griechischen Buchstaben fast wie Runen aus.
Etruskisches Alphabet
| westgriechisch |
| frühetruskisch |

Die Etruskische Schrift hat sich aus einem westgriechischen Alphabet entwickelt – in einer euböischen Kolonie in Kampanien. Die älteste Inschrift in altlateinischer Sprache mit etruskischen Schriftzeichen ist ein Grenzstein in Rom, der Lapis Niger (um 600 vor Chr.).
Lateinisches Alphabet
Das lateinische Alphabet geht auf die etruskische Schrift zurück. Das griechische K wurde im klassischen Latein durch C ersetzt. Dafür erweiterten die Römer das C mit einem diakritischen Zeichen zum G mit einer angehängten Cauda (ebenso: griech. P → lat. R).
Die römische Lapidarschrift (Capitalis monumentalis) war das Vorbild für die Antiqua-Majuskeln. Alle Buchstaben sind auch gedreht nicht zu verwechseln (außer M/W, aber das W gehörte noch nicht dazu).
Die Griechen und Römer haben die phönizisch-etruskischen Buchstaben
- aufgerichtet (senkrecht gestellt):  → ,  →  oder  → L,
- die Schreibrichtung von links nach rechts festgelegt: z. B.  →  und
- die dreieckigen Formen abgerundet:  → B,  → C,  → D,  → P.

„Geschrieben“ wurden (je nach Anwendungszweck):
- Inschriften mit dem Meißel auf Steinplatten oder Gebäuden: eine „lineare“ Spur, später ein „Wechselzug“.
- Buchschriften mit der breiten Rohrfeder auf Papyrus und Pergament: wechselnd dicke und dünne Striche.
- Gebrauchsschriften mit dem Griffel auf einer Wachstafel: eine lineare Spur, zum Teil kurʃiv.

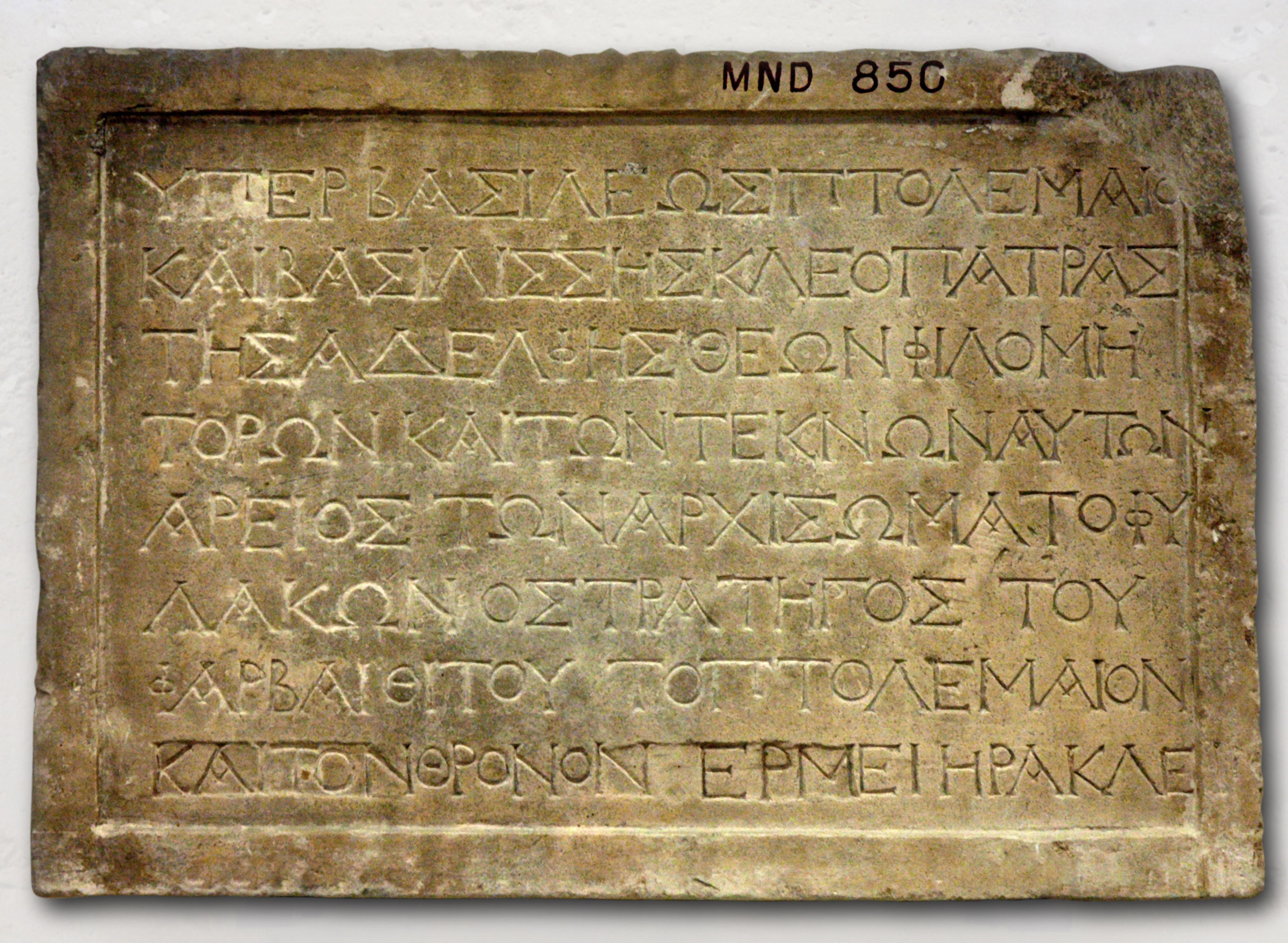
Griechische Inschrift (KAPITALE) in Ägypten, 2. Jahrhundert vor Chr.
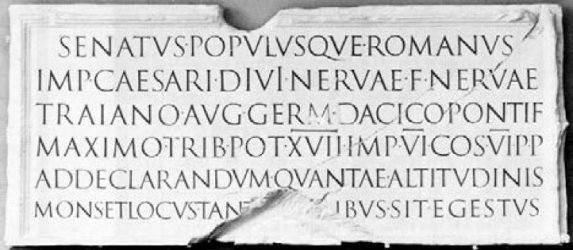
Römische Lapidarschrift: Capitalis monumentalis
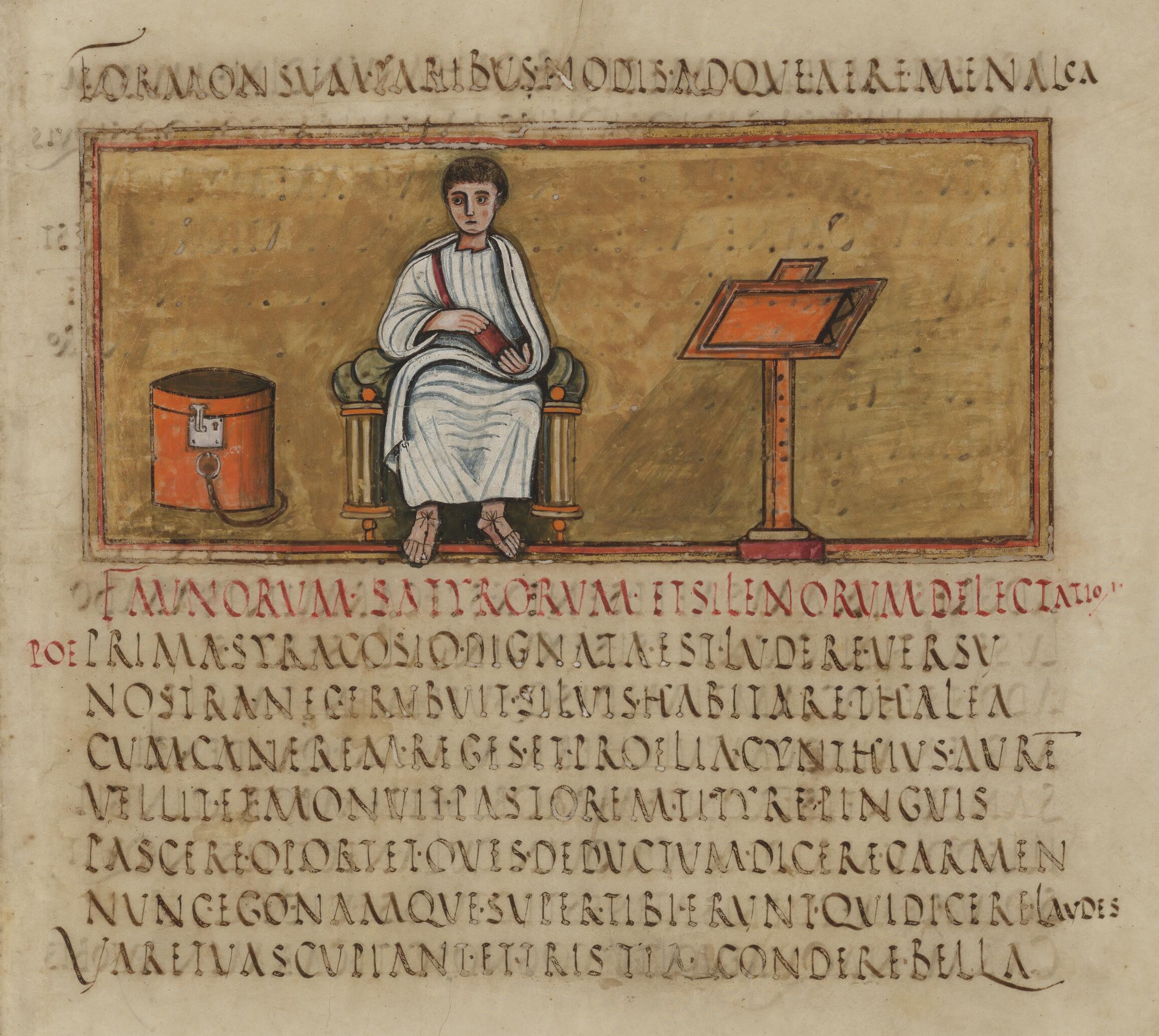
Römische Buchschrift: Capitalis rustica
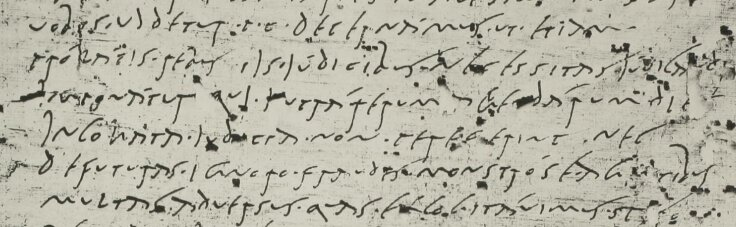
Römische Alltagsschrift: Capitalis Cursiva

| Griechische Form | Α | Β | Γ | Δ | Ε | Ϝ | Ζ | Η | Θ | 𐌉 |  | Κ | Λ | Μ | Ν | Ξ | Ο | Π | Ϙ | Ρ | Σ | 𐌕 | Υ  |   | X | Φ | Ψ | Ω |
| Etruskische Form | 𐌀 | 𐌁 | 𐌂 | 𐌃 | 𐌄 | 𐌅 | 𐌆 | 𐌇 | 𐌈 | 𐌉 |  | 𐌊 | 𐌋 | 𐌌 | 𐌍 |   | 𐌏 | 𐌐 | 𐌒 | 𐌓 | 𐌔 | 𐌕 | () |   | 𐌗 |   |   |   |
| Römische Form    | A | B | C | D | E | F | G | H |   | I |  | K | L | M | N |   | O | P | Q | R | S | T |    | V | X |   |   |   |

Deutsches Alphabet
Das deutsche Alphabet ist eine Erweiterung des lateinischen Alphabets. Heute umfasst es die 26 Grundbuchstaben des lateinischen Alphabets, die drei Umlaute (Ä, Ö, Ü) sowie das „Eszett“ (ß). Die Buchstaben J, U und W (bzw. die Unterscheidung zwischen I und J, U und V sowie W und V) wurden dem lateinischen Alphabet erst im Mittelalter hinzugefügt, ebenso die Umlaute Æ und Œ (als Ligatur von Digraphen) sowie alle Minuskeln (mit stark veränderten Formen).
| Majuskeln | A | B | C | D | E | F | G | H | I | J | K | L | M | N | O | P | Q | R | S | T | U | V | W | X | Y | Z |  | Ä | Ö | Ü |  | ẞ |
| Minuskeln | a | b | c | d | e | f | g | h | i | j | k | l | m | n | o | p | q | r | s | t | u | v | w | x | y | z |  | aͤ | oͤ | uͤ |  |   |

Die Antiqua ist eine Mischform aus den römischen Majuskeln der Capitalis monumentalis und humanistischen Minuskeln.
- Es gibt Kleinbuchstaben, die in ihrer Form identisch sind mit den Großbuchstaben: C c, O o, S s, V v, W w, X x, Z z.
- Manche sind nur wenig verändert: I i, J j, K k, L l, P p, T t, U u, Y y.
- Andere haben sich dagegen stärker gewandelt: A a, D d, E e, G g, Q q, R r.

## Morphologie der lateinisch-deutschen Buchstaben
Die Lateinische Paläografie hilft bei der Analyse der Buchstabenformen, um verschiedene Schriftarten zu bestimmen. Dadurch können historische Handschriften entziffert werden oder zeitlich, örtlich und stilistisch eingeordnet werden. Die Typografie beschreibt die grafische Entwicklung der gedruckten Buchstaben bis zu den aktuellen Formen. Das „alte“ Klassifikationsschema wird durch die Vielfalt der neueren Schriftarten als unbefriedigend empfunden. Aktuelle Ansätze der Schriftklassifikation stammen z. B. von Indra Kupferschmid (nach dem „Formprinzip“, zusammen mit Max Bollwage und Hans Peter Willberg) und Wolfgang Beinert (Matrix-Beinert).
Allographe des Buchstaben A:

### Schreibgeräte

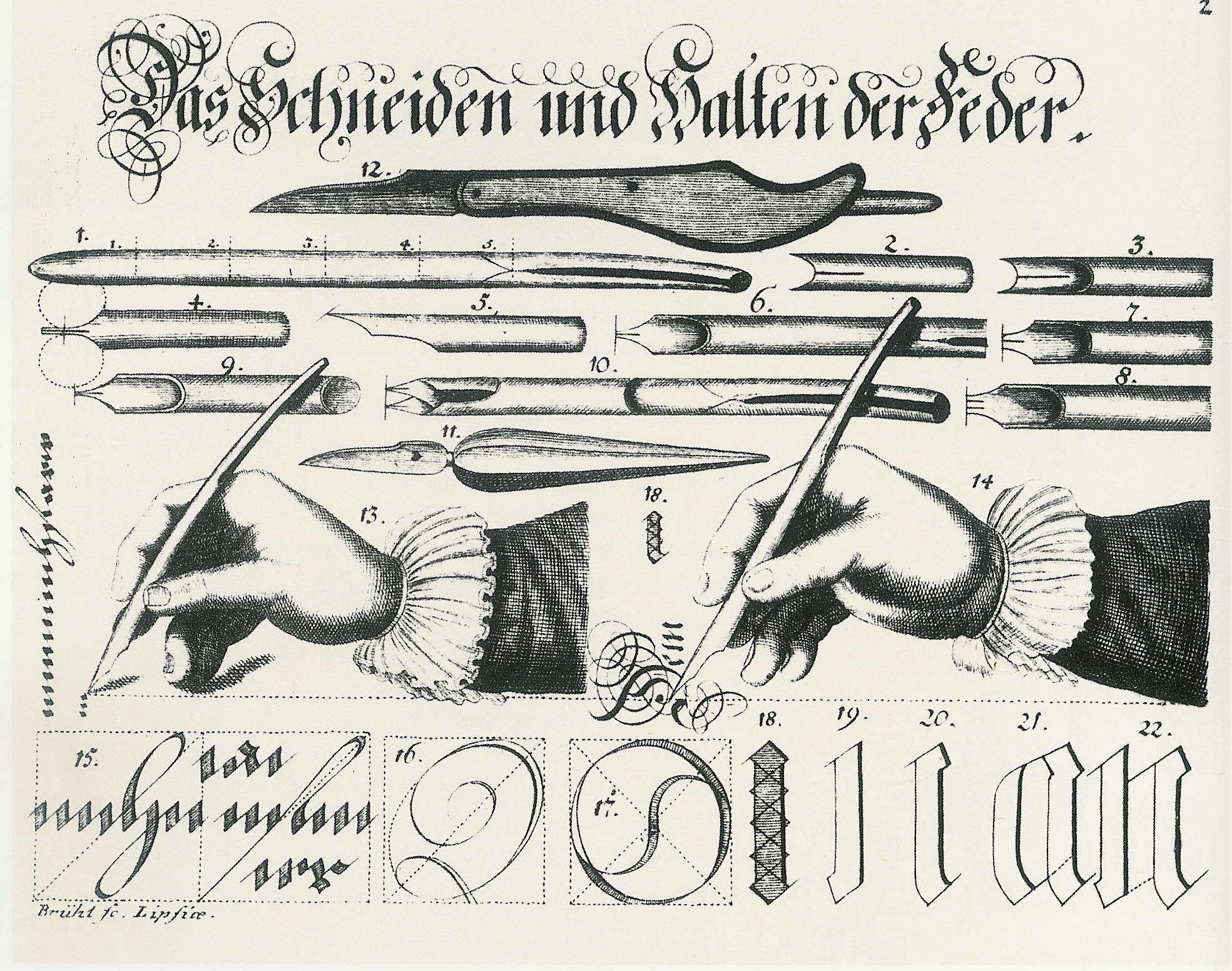
Schneiden der Gänsefeder,
Strichstärke und Strichführung.

Das Aussehen der Buchstaben war eng mit dem Schreibwerkzeug und dem Geschmack der jeweiligen Stilepoche verbunden und bestimmte damit den Duktus (die Strichführung, das charakteristische der Handschrift).
- Der Griffel (von griech. graph, lat. stilus) diente zum einritzen („gravieren“) in Blech, Ton oder Wachs (Holzgriffel oder metallene Griffel). Damit konnte die lineare Schrift oder die römischen Kursiven geschrieben werden.
- Das dünne Schilfrohr (lat. calamus) mit „weicher“ Spitze diente als Ersatz für einen Pinsel; geschrieben mit Tinte (Ruß, Tusche) auf Papyrus.
- Die breite Rohrfeder (Schreibrohr, später die Gänsefeder, dann die Bandzugfeder) ergibt Wechselzüge (bei gleichem Schreibwinkel –  ohne die Feder zu drehen). Nur „zusammengesetzte“ Buchstaben sind mit der breiten Feder möglich – beim „Schieben“ fließt keine Tinte. Der erste, kraftvolle Grundstrich wird von oben nach unten geführt oder schräg von oben-rechts nach unten-links. Der zweite Strich ist entweder linear (meist waagrecht) oder ein kleiner bzw. großer Bogen (Halbkreis).
- Die Schreibfeder aus Metall löste den Gänsekiel ab.
  - Die stählerne Spitzfeder verbreitete sich von England aus, wo sie zum Schreiben der Schreibschrift (Anglaise) verwendet wurde. Auch das Schriftbild der deutschen Kurrentschrift wurde von der Spitzfeder geprägt. Sie ermöglichte den etwas schwierigen „Schwellzug“.
  - Erst die Kugelspitzfeder (wie beim Füller) ermöglichte das Schreiben eines längeren Wortes in einem Zug. Damit waren die schulischen Ausgangsschriften möglich.

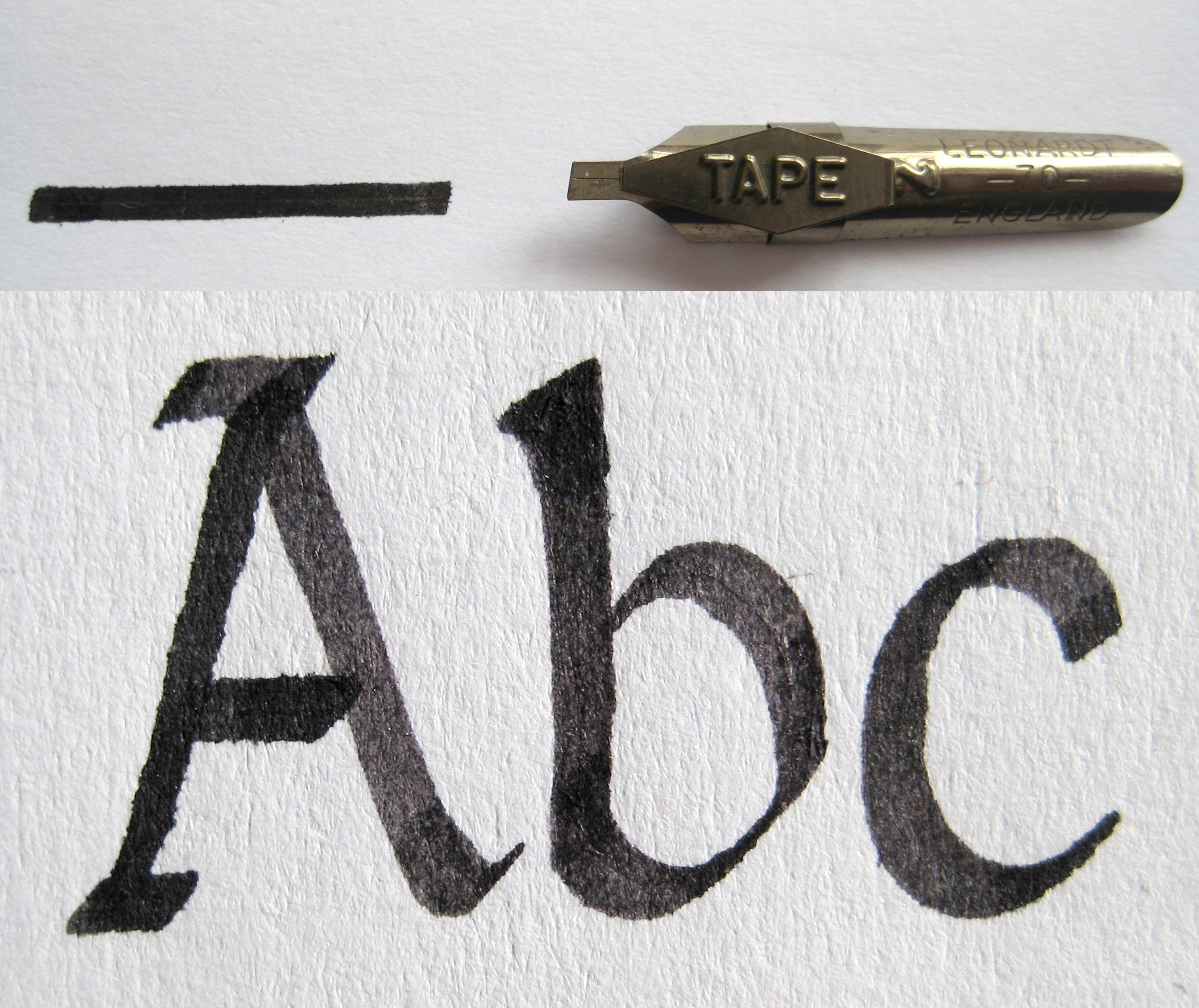
Wechselzug mit der Bandzugfeder
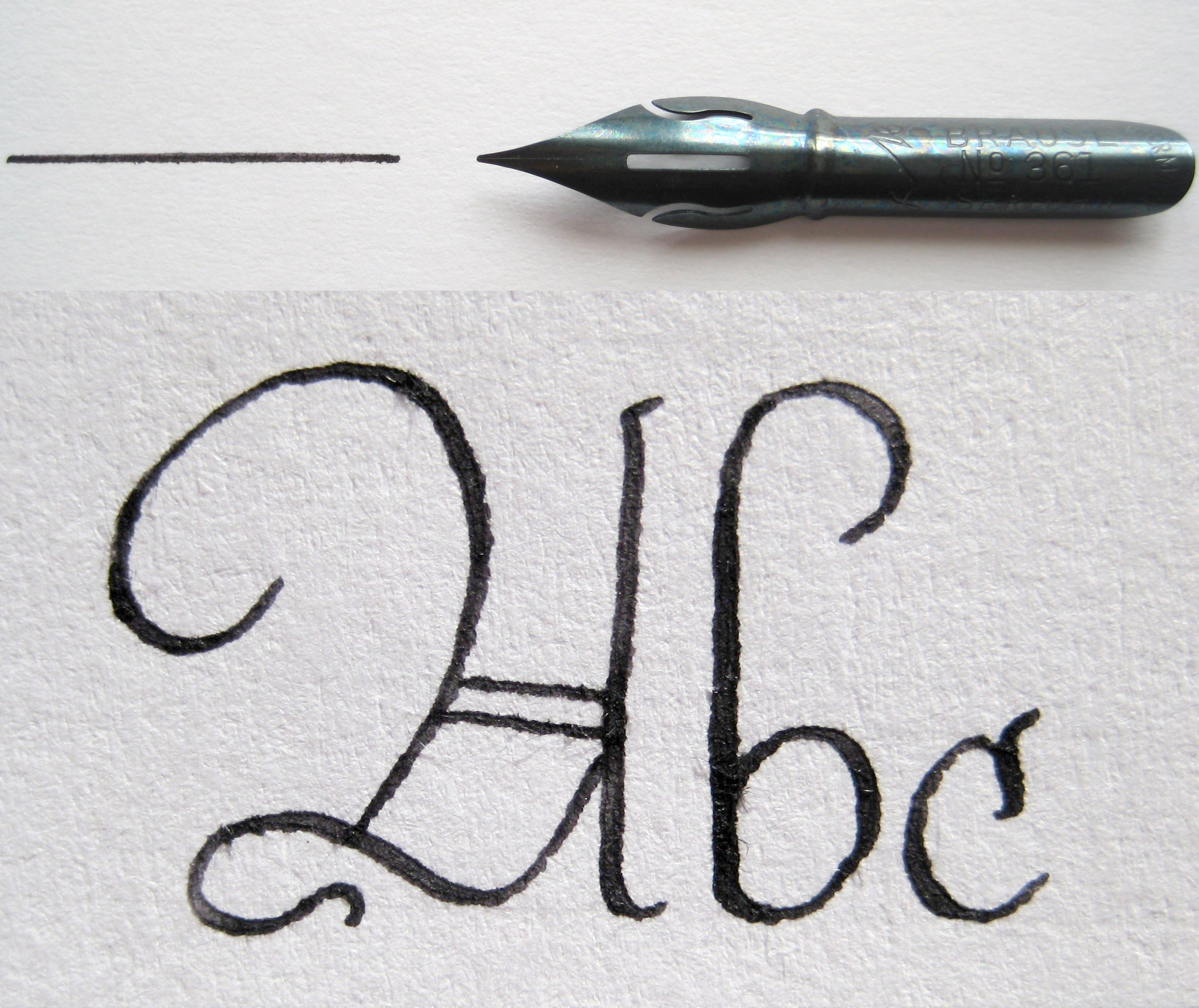
Schwellzug mit der Spitzfeder
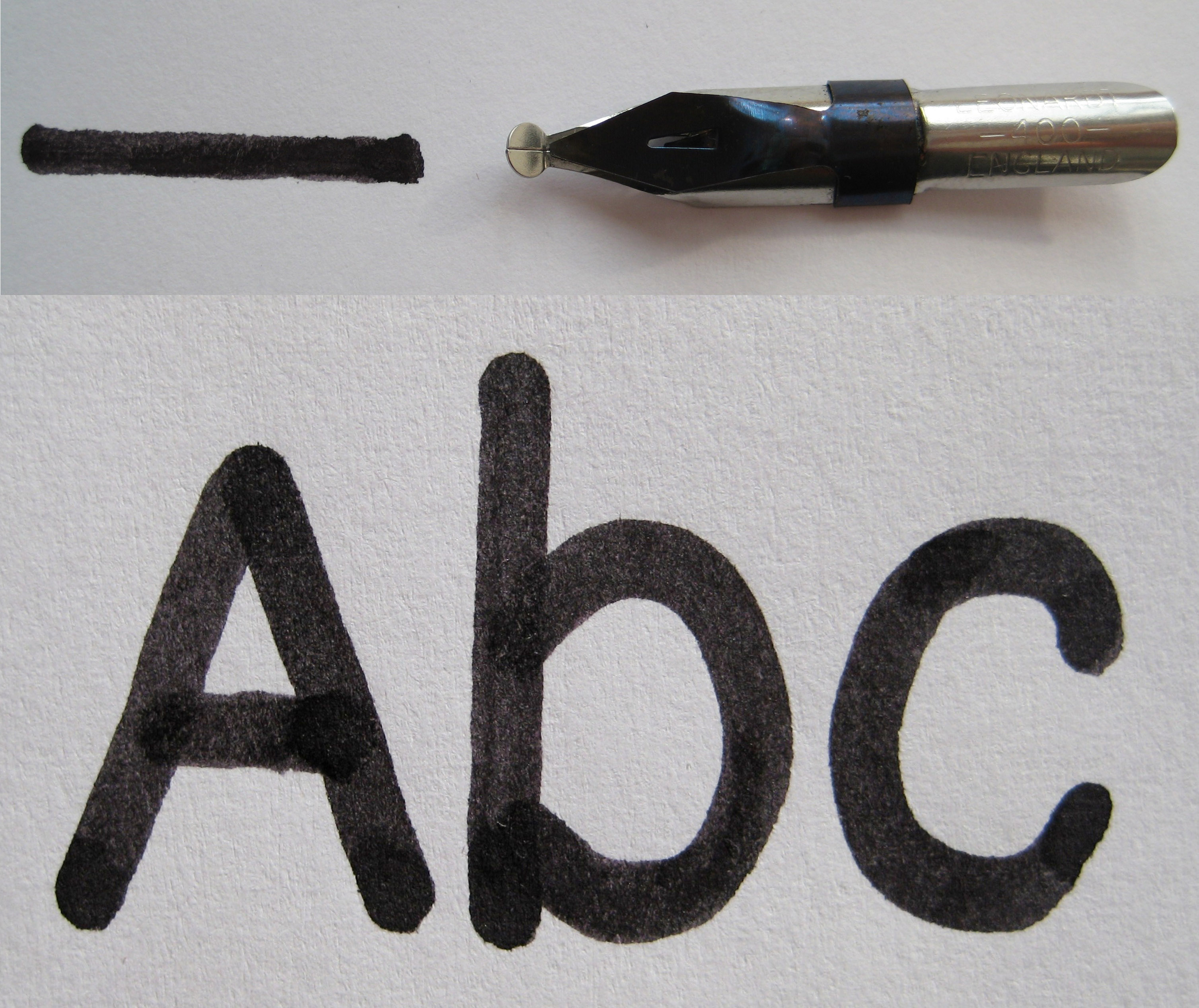
Gleichzug mit der Redisfeder

### Buchstabenform und Schriftart
Antike „kapitale“ und „unziale“ Formen:
- Die  wurde mit fast waagrechter Federbreite geschrieben.
- Die  wurde mit fast senkrechter Feder und dicken Serifen geschrieben.
- Die  entstand durch eine kursive Alltagsschrift mit „bauchigen“ Buchstaben: der erste, senkrechte Schaft von A, D, E, T, U (V, W).

Die Schriftarten mit den wichtigsten Grundformen der Buchstaben sind:
- die griechisch-römische Capitalis → Antiqua-Majuskel, Initiale → „BLOCKSCHRIFT“;
- die römisch-byzantinische Unziale → Gotische Unziale → Lombarden (Absatz-Initiale);
- die frühmittelalterliche Halbunziale → „runde“ Karolingische Minuskel → Humanistische Minuskel → Antiqua;
- die „gebrochene“ gotische Minuskel → „Textura-Minuskel“ → „Fraktur-Minuskel“, dazu „neue“ Majuskeln;
- die gebrochene, kursive Notula → Deutsche Kanzleischrift → Deutsche Kurrentschrift → „Sütterlinschrift“;
- die „neue“ Humanistische Kursive → „Lateinische Kanzleischrift“ → Lateinische Schreibschrift.

### Merkmale der Buchstaben
Die Bezeichnung für eine Schriftart hängt von der Erscheinungsform der Buchstaben ab. Die Eingruppierung einer Schrift erfolgt in der Regel nach bestimmten Merkmalen (Schriftklassen).
Die Buchstabenfiguren werden aus den Elementen „Gerade“ und „Bogen“ gebildet:
- Der Schaft (Haste) kann eine gerade vertikale oder diagonale Linie sein. Im Unterschied zu den Schäften werden gerade (horizontale) Linien Balken oder Querstriche genannt. Bei „gebrochenen“ Schriften werden die Schäfte der Großbuchstaben manchmal verdoppelt. In Kursivschriften werden Schäfte schräg gestellt („oblique“), zu Kurven („Bäuche“) wie bei der Unziale (z. B. vom T zum Ꞇ) oder die Schäfte werden mit einem leichten S-förmigen Schwung als sogenannte „Flammenlinien“ gezogen. In der Schreibschrift, besonders bei den Großbuchstaben finden sich kurvige Schwünge und Schnörkel.
- Gerundete Linien werden je nach Art und Lage als Bäuche, Bögen, oder Kurven bezeichnet. Die Bögen sind bei den gotischen Schriftarten gebrochen.

»Old English« mit verdoppelten Schäften
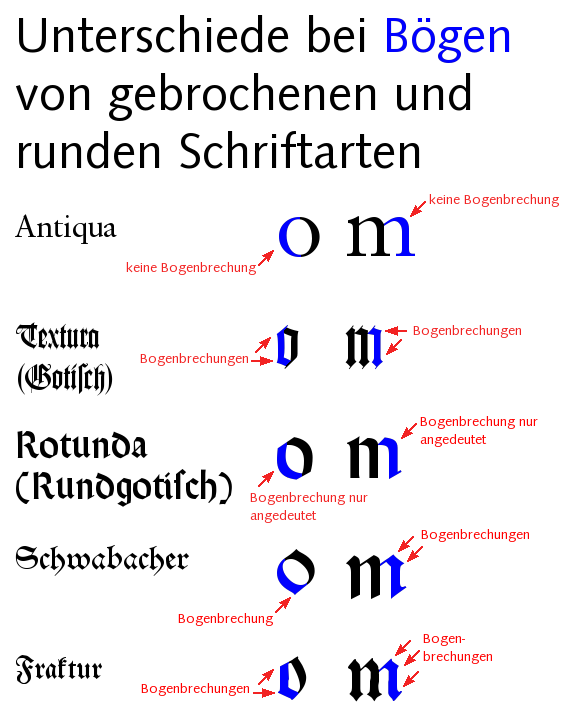
Bögen von runden und gebrochenen Schriftarten
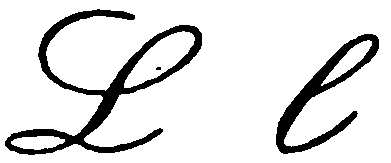
Schreibschrift: kurvige Schäfte und Schlaufen

- Die Strichstärke: Je nach Schreibgerät entstehen lineare Striche oder, mit der breit geschnittenen Feder, wechselnd dicke und dünne Linien im Buchstaben. Bei den Handschriften variieren die Strichstärken im Verhältnis zur Buchstabenhöhe; dadurch erscheinen die Schriften mager oder fett.

Strichstärken und Schreibwinkel
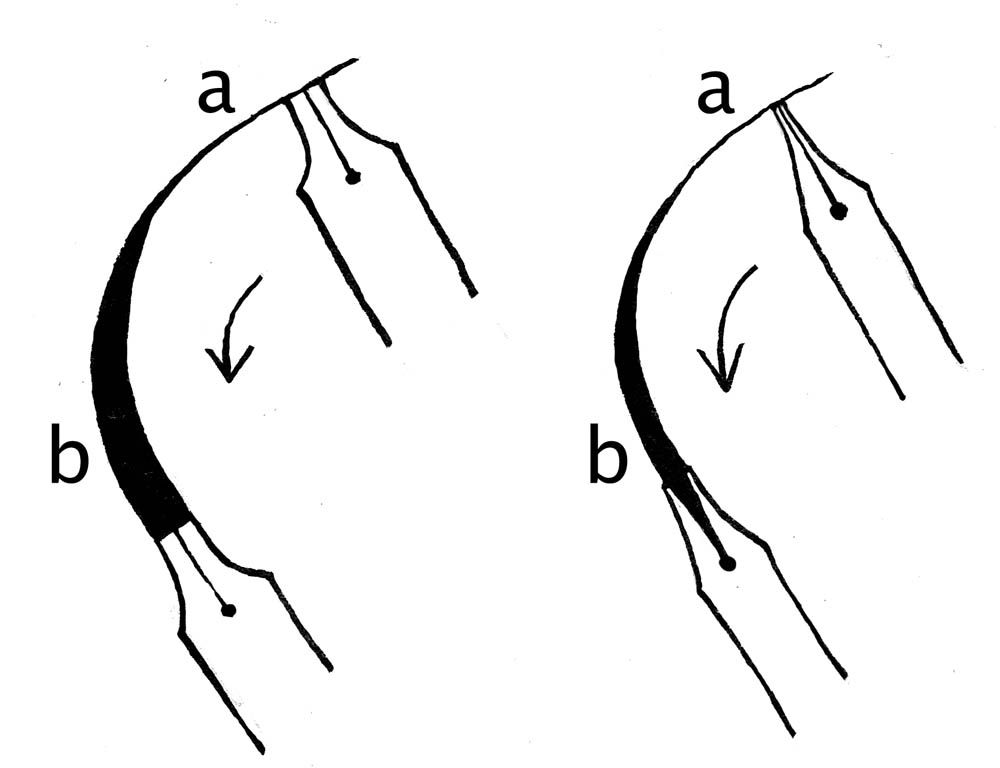
Variation der Strichstärke mit einer Breitfeder und einer Schwellzugfeder
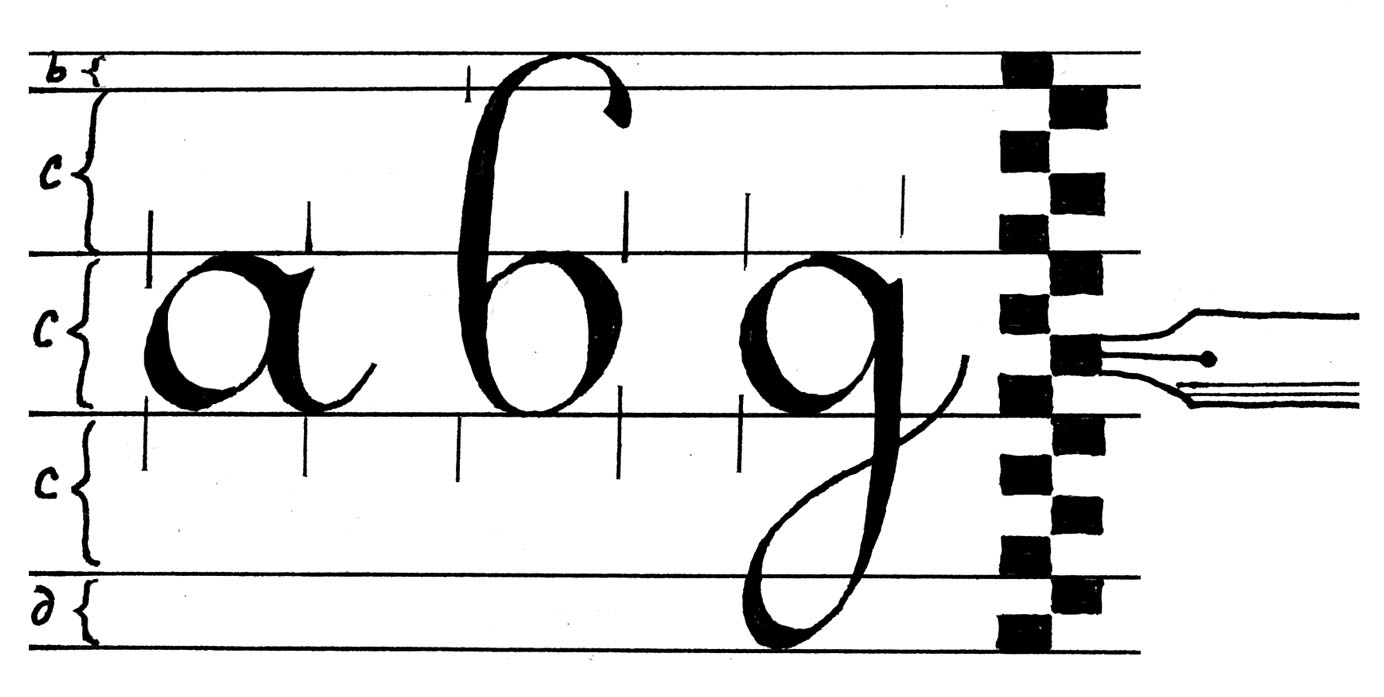
Proportionen der Ober- und Unterlängen bei Kurʃiven
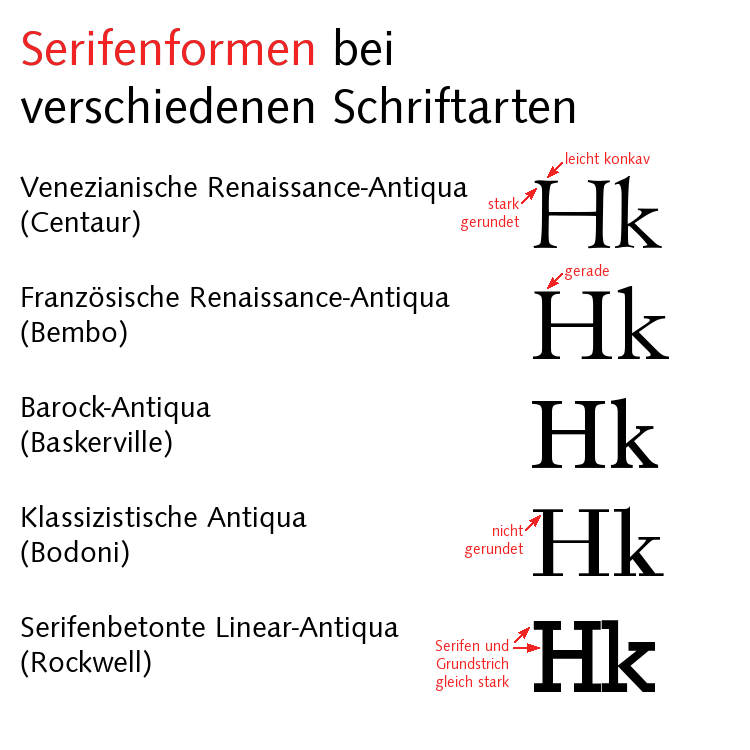
Serifenformen bei Antiqua-Varianten

- Serifen: Ein weiteres Merkmal einer Schrift sind vorhandene oder fehlende Serifen. Ihren Ursprung haben die Serifen in der Griechischen Lapidarschrift. Der in Stein geritzte Buchstabe (Glyphe) wurde später gemeißelt. Das Vorschreiben auf Stein mit einem breiten Flachpinsel hat die Entstehung der Serifen unterstützt und führte auch zu den variierenden Strichstärken (Wechselzug). Es gibt Schriftarten mit Serifen (Antiqua),  serifenbetonte (Egyptienne) oder serifenlose („groteske“) Schriftarten.

### Kursive Formen
In fast allen Epochen entstanden neben den Buchschriften auch Gebrauchsschriften für Notizen, Verträge oder Briefe:
- Die ältere römische Kursive führte zur Unziale.
- Die jüngere römische Kursive zur sogenannten Halbunziale, die sich zur minuskel mit Ober- und Unterlängen entwickelte.
- Die humanistische Kursive ist die Urform der lateinischen Schreibschriften.
- Die Notula (Notizenschrift, auch „Nottel“) ist die jüngere gotische Kursive.
- Die Deutsche Kanzleischrift entstand aus der „gebrochenen“ Bastarda.
- Die Deutsche Kurrentschrift ist eine Schreibschrift mit spitzen Winkeln.
  - Die Sütterlinschrift mit dem „deutschen“ Alphabet ist die erste, lineare Ausgangsschrift.
  - Die Offenbacher Schrift mit dem „deutschen“ Alphabet wurde mit einer Bandzugfeder geschrieben.

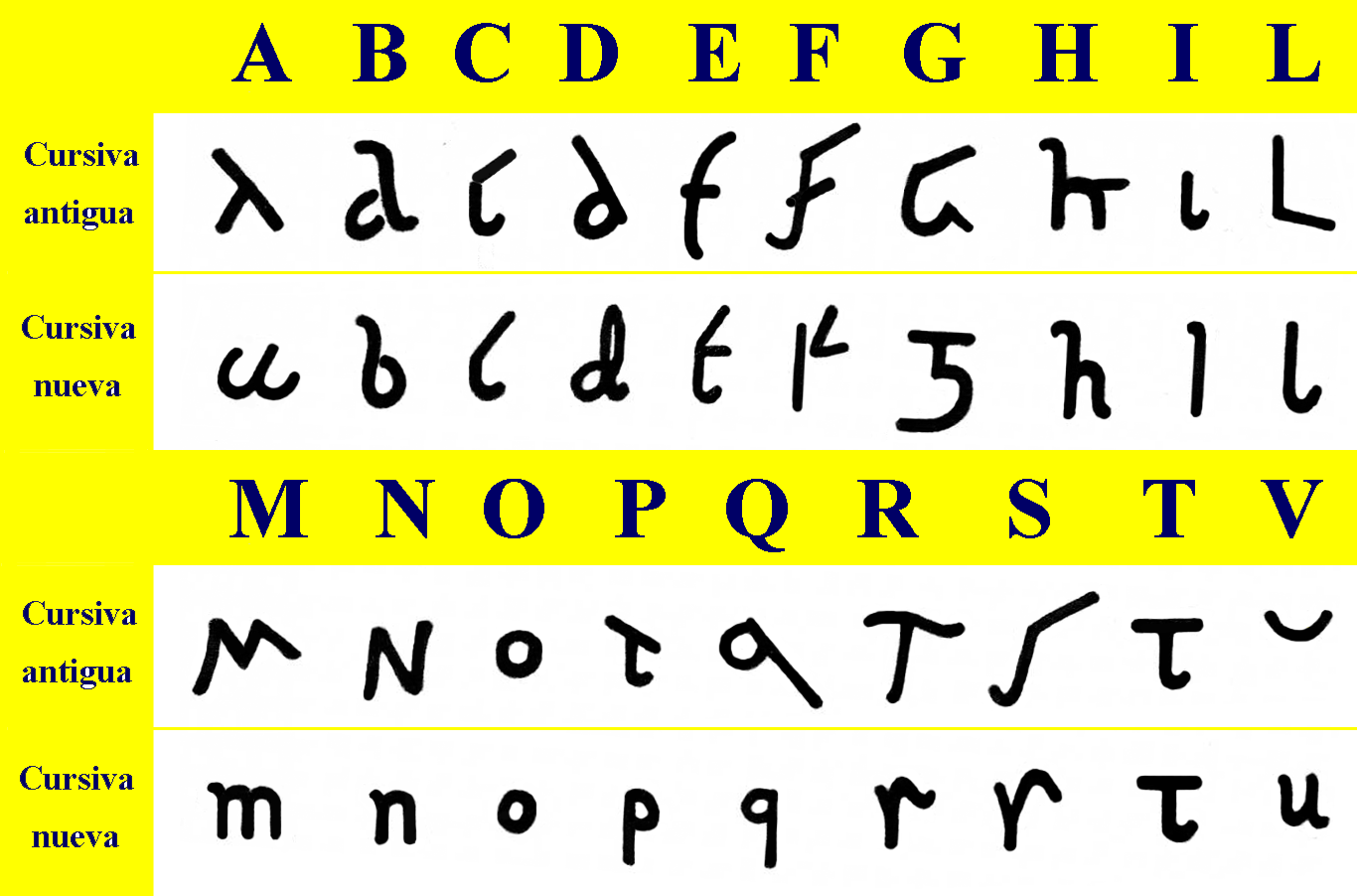
Ältere und jüngere römische Kursive
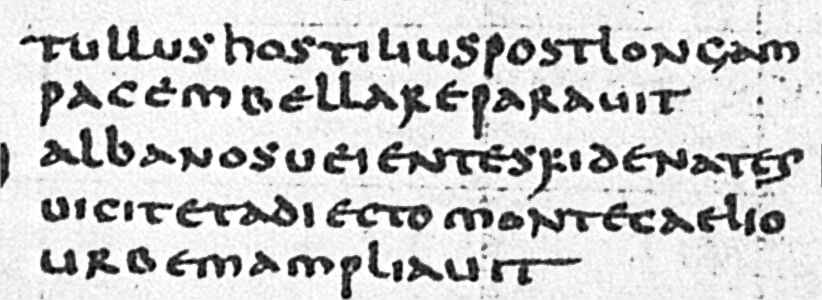
Beispiel für eine Unzialschrift
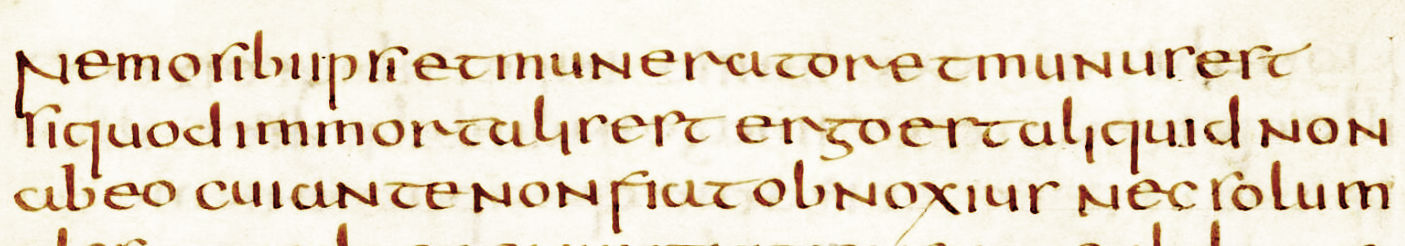
Beispiel einer Halbunziale
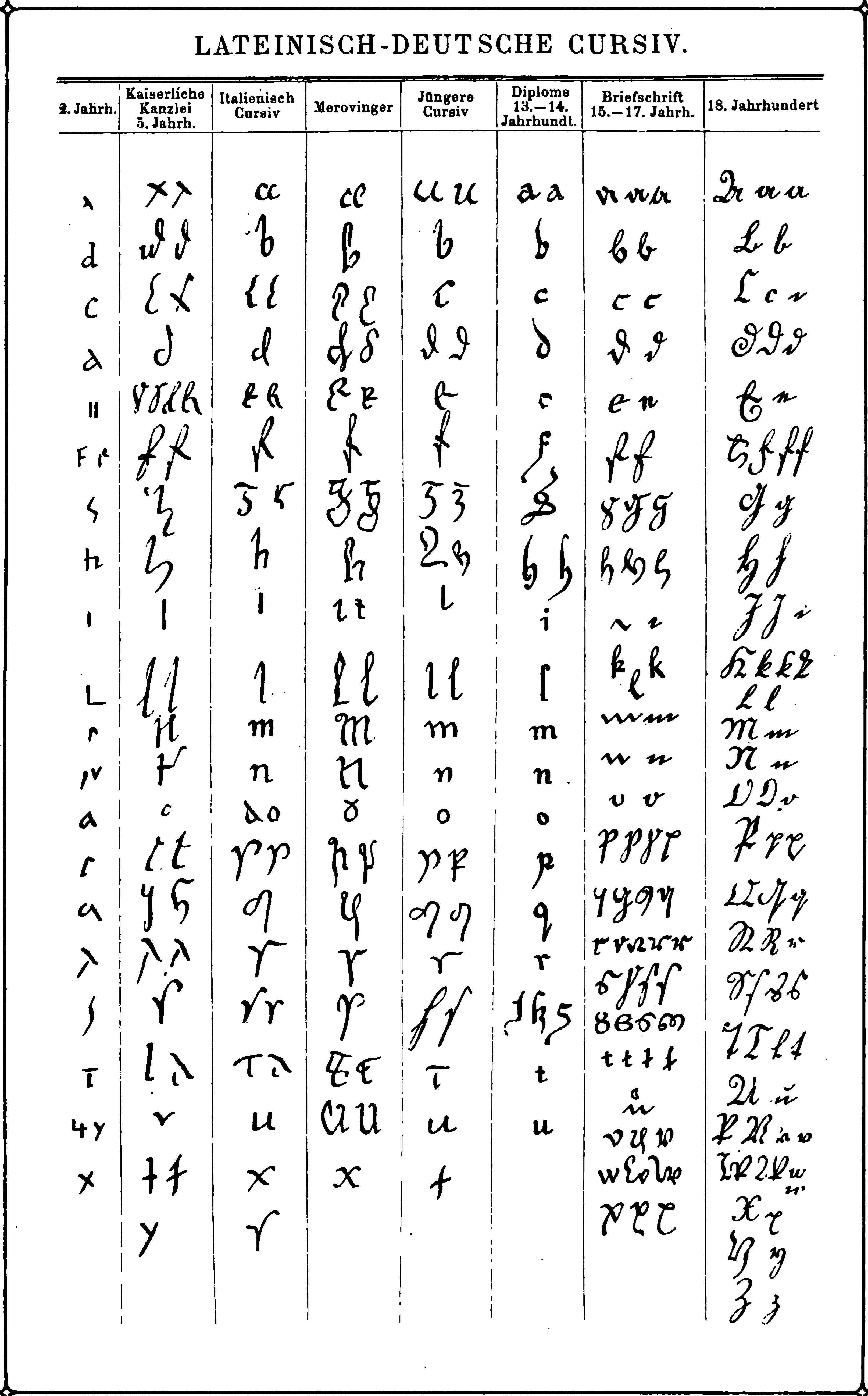
Lateinisch-deutsche Kursive

Eine Gebrauchsschrift (Alltagsschrift oder Geschäftsschrift) ist schneller zu schreiben, schmucklos und funktional. Sie haben z. B. keine Serifen, dafür aber Ober- und Unterlängen. Das Höhenverhältnis der Ober- und Unterlängen zur Mittel-Länge kann bei kurʃiven Schriften extrem ausfallen. Schwünge sind in Buchschriften besondere kalligrafische Elemente – anders als Schwünge in Gebrauchsschriften, die beim schnellen Schreiben entstehen. In gebrochenen Schriften sind Schwünge vor allem bei Großbuchstaben ein beliebtes Zierelement. Zum Beispiel ist der „Elefantenrüssel“ ein typisches Zierelement in der Frakturschrift. In Schreibschriften haben vor allem die Großbuchstaben starke Schwünge (z. B. Copperplate).

„oblique“ (schräg) und „echt“ kurʃiv
Morphogenese durch Innen-Ligatur
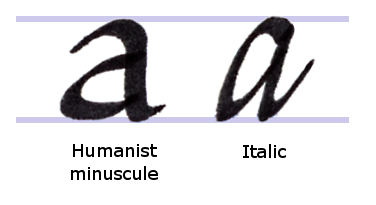
Umformung: humanistisches a → kursives ɑ
Der „Elefantenrüssel“ (grün) in der Fraktur

Nach der Erfindung des Buchdrucks machten die Schreibmeister mit kalligrafischen Kunstwerken auf sich aufmerksam. Der Kupferstich ermöglichte exakte Bögen, Schnörkel (Schleifen, Schlaufen) und extreme Ober- oder Unterlängen.

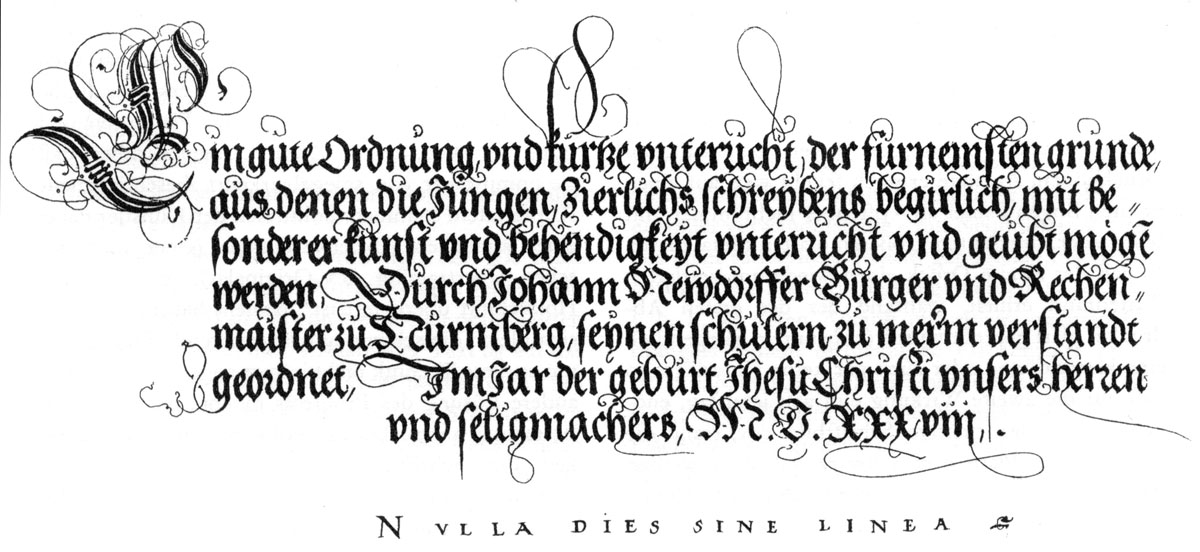
Fraktur von Johann Neudörffer der Ältere (Nürnberg 1538)
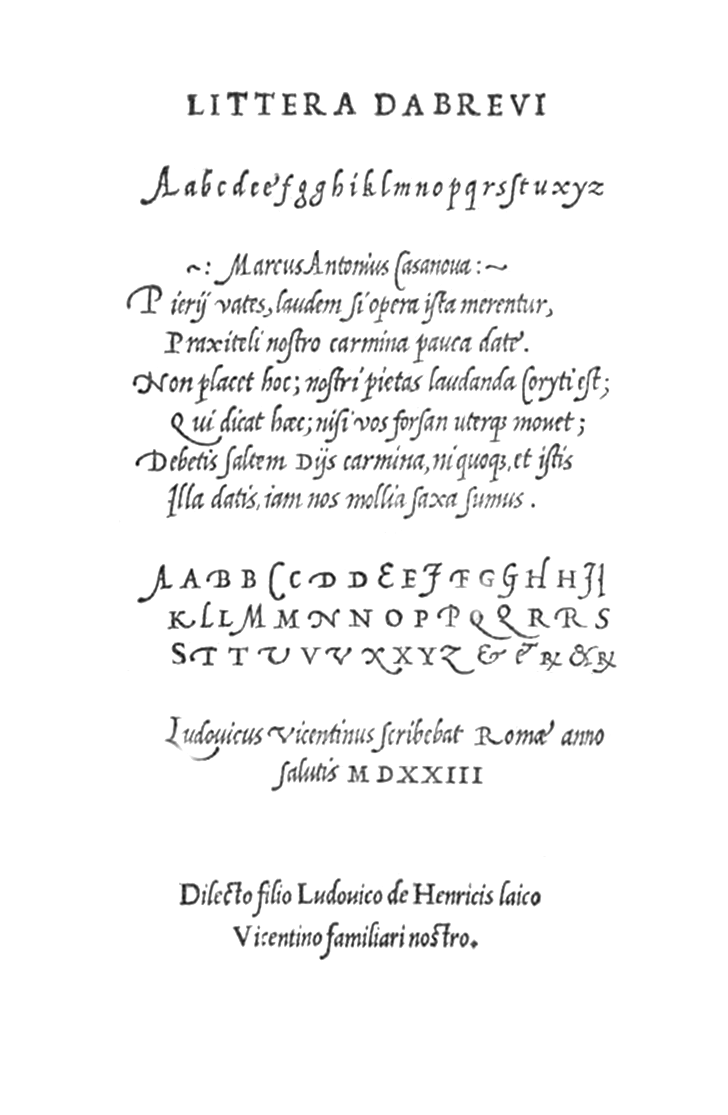
Humanistische Kursive von Ludovico degli Arrighi (Rom 1523)
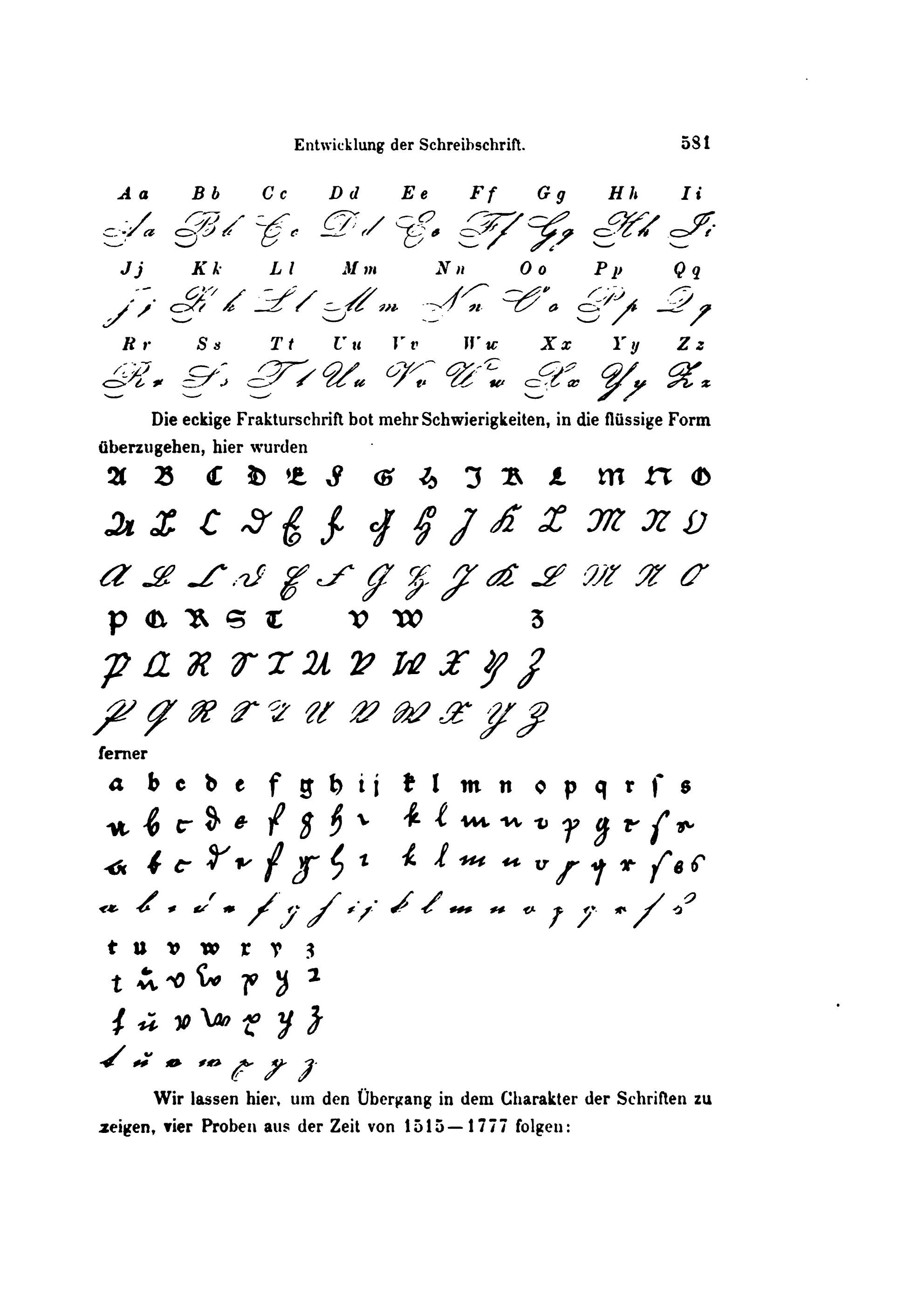
Entwicklung der Schreibschrift
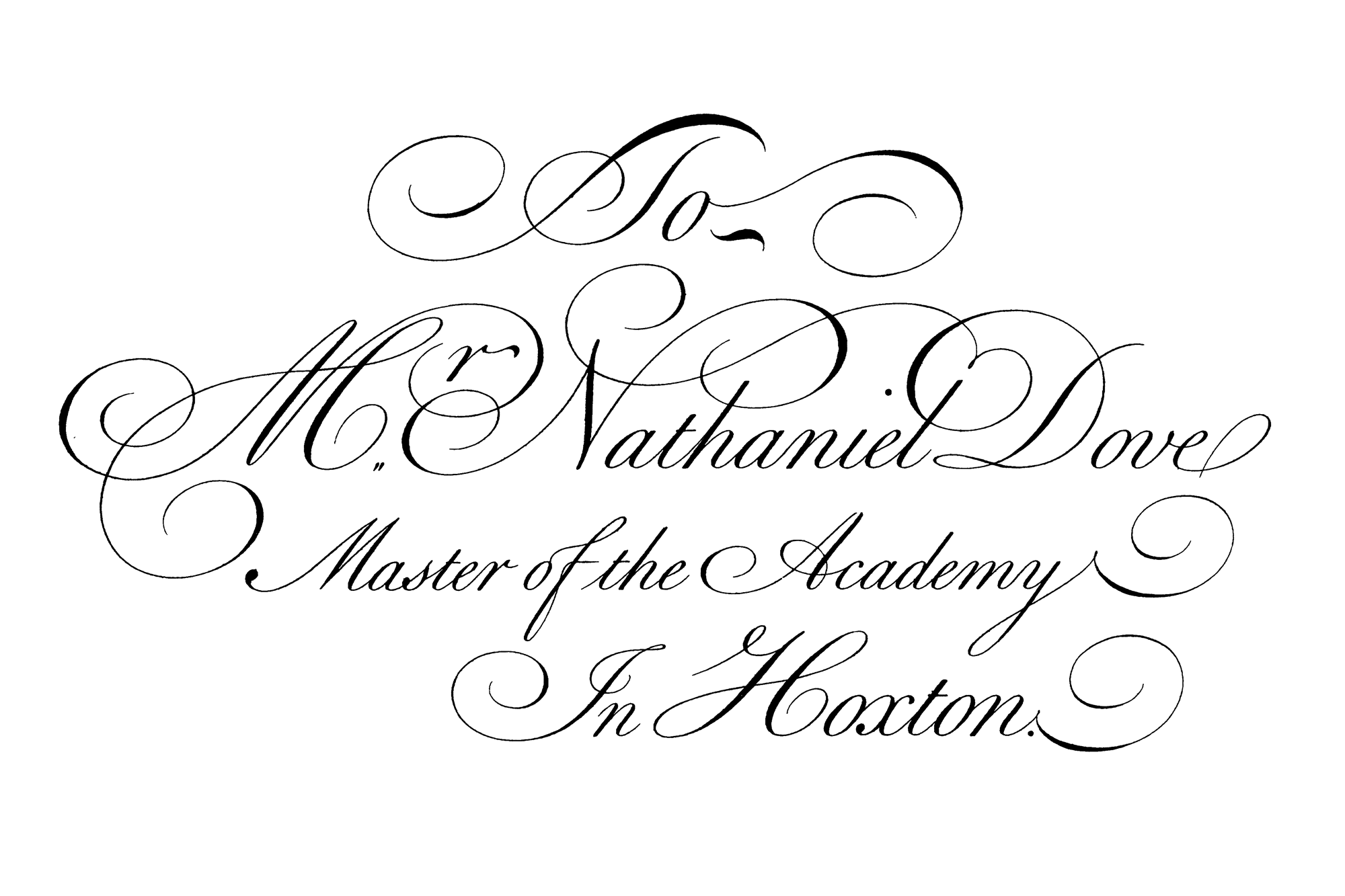
Kalligrafie von George Bickham d. Ä. (London um 1740)

### Die Kleinbuchstaben
In der Spätantike und im frühen Mittelalter entstanden Ober- und Unterlängen:
Die  wurde von den Missionaren nach Irland gebracht. Sie war das Vorbild für die  eine irische Schrift. Diese »irische Rundschrift« (das Schriftbild wirkt „gedrungen“) war wiederum das Vorbild für die .
Die karolingische Minuskel entstand in der Mitte des 8. Jahrhunderts als Regionalschrift und verbreitete sich unter Karl dem Großen in ganz Europa. Die Buchstaben der »Carolina« sehen fast so aus wie unsere heutigen Kleinbuchstaben.

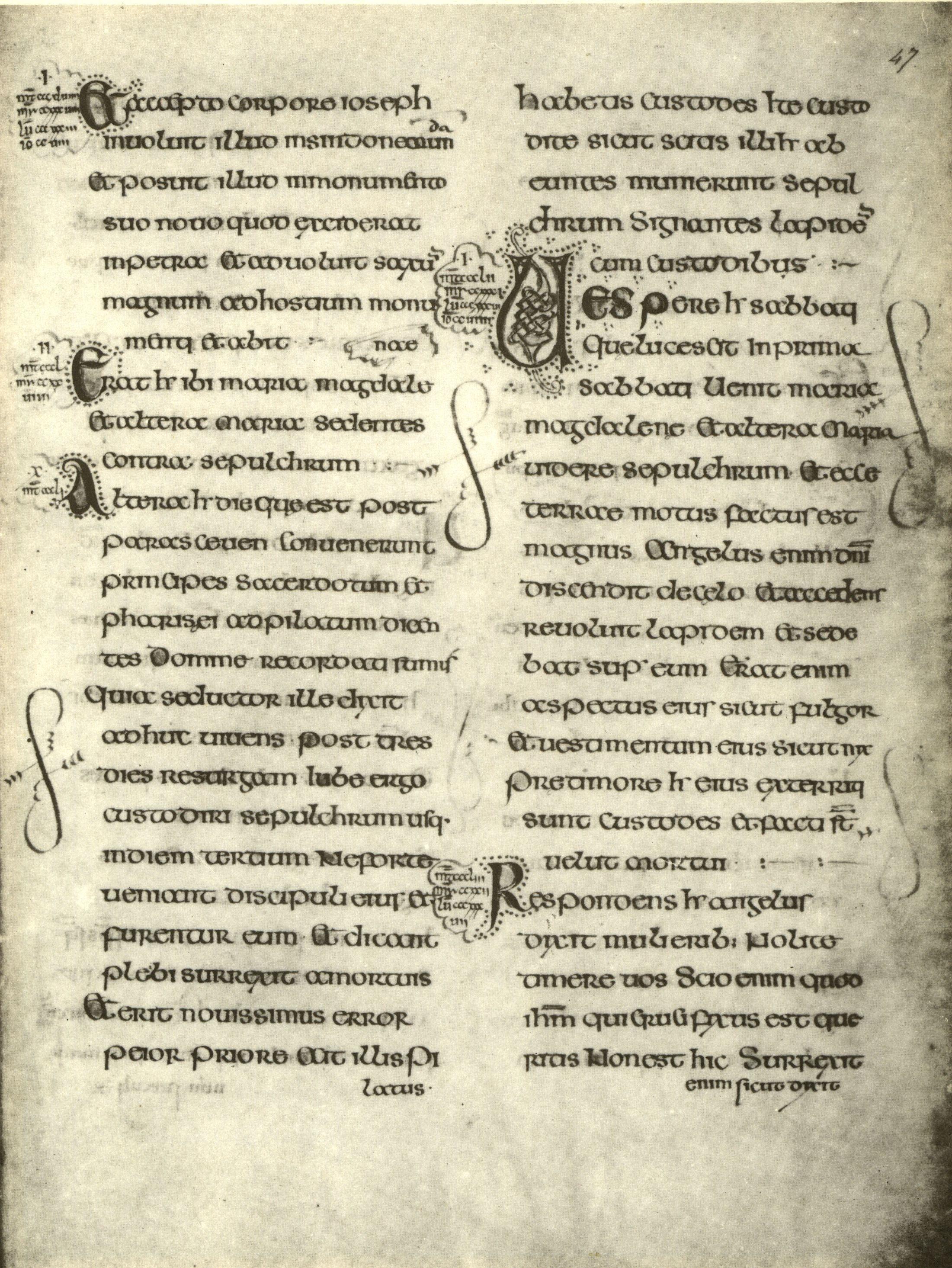
Insulare Rundschrift
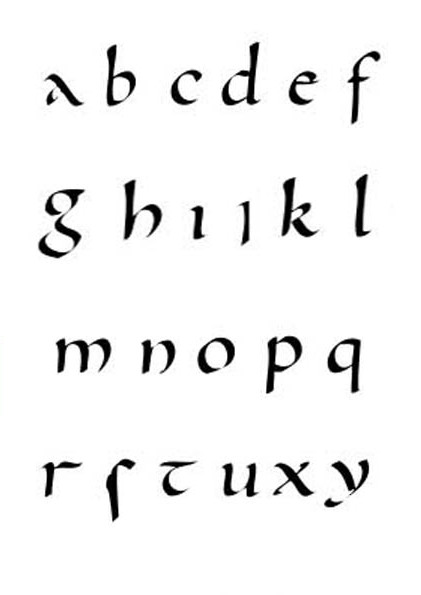
Alphabet der karolingischen Minuskel
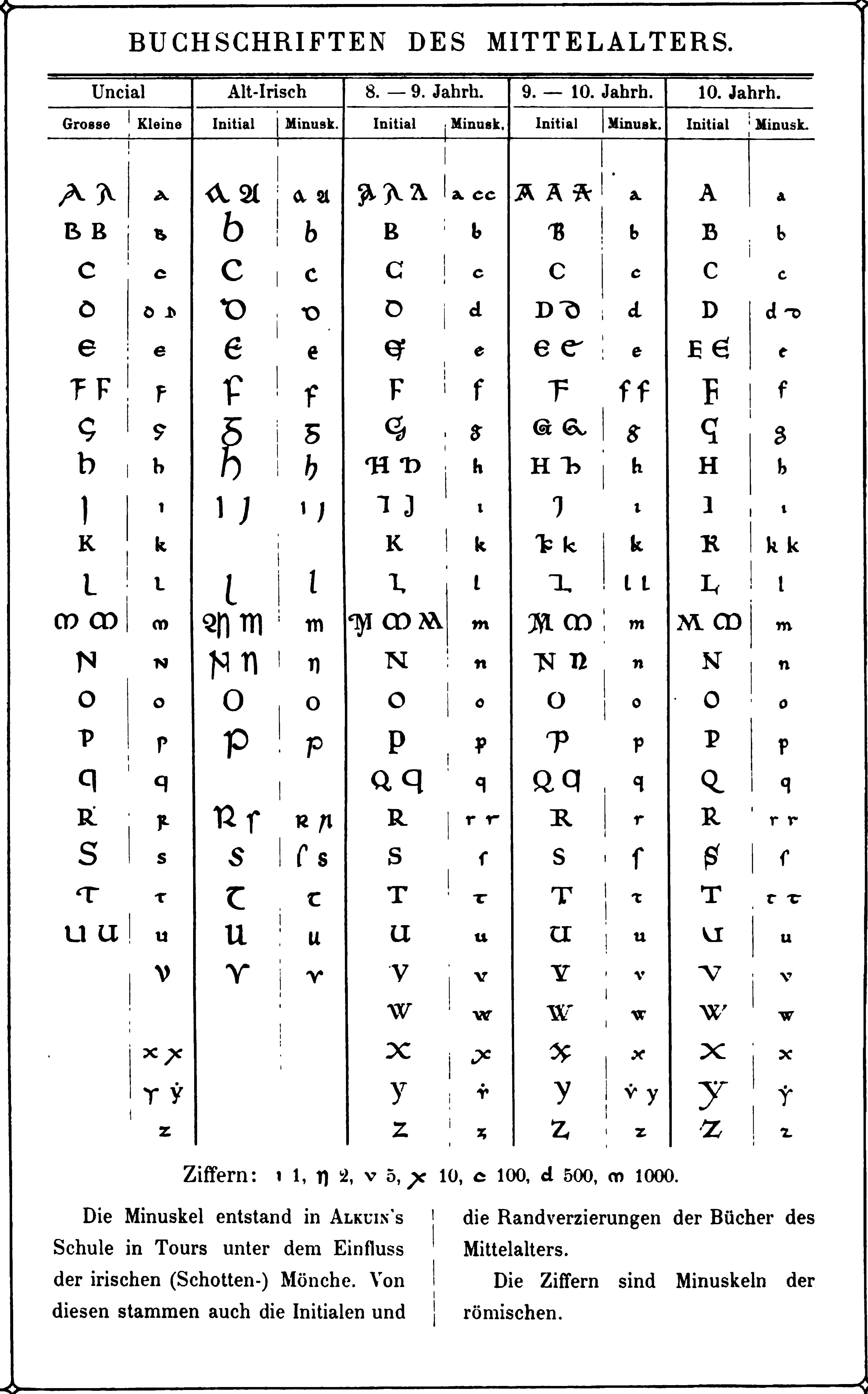
Buchschriften des Mittelalters, 5.–10. Jh.
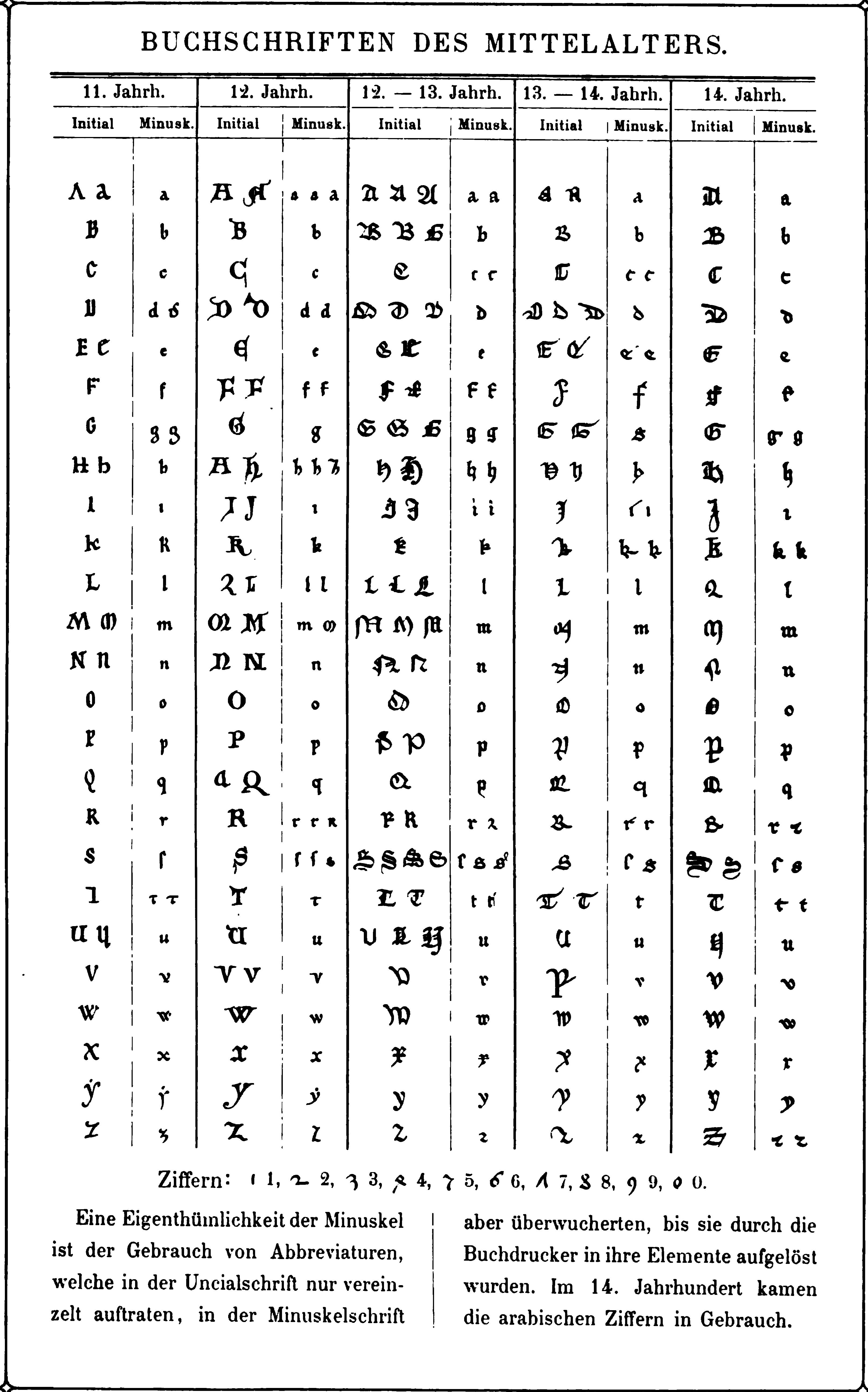
Buchschriften des Mittelalters, 11.–14. Jh.

Jean Mallon führte die Bedeutung des Duktus als dynamisches Element bei der Entwicklung von spätantiken Schriften ein. Er veranschaulichte die grafische Veränderung der Glyphen durch die alltägliche Gebrauchsschrift (Ältere römische Kursive und Jüngere römische Kursive) bis hin zur Minuskel (Halbunziale und Carolina).
Auch bei Herbert Brekle spielte die Entwicklung der Minuskelschrift aus römischen Majuskelformen (ab dem 1. Jahrhundert n. Chr.) eine entscheidende Rolle. Er entwickelte daraus seine Hasta+Coda-Theorie. Zum Beispiel kann bei einer „freien“ Hasta wie bei K oder P jeweils eine Ober- oder eine Unterlänge entstehen: k → k oder p → p.
Die „Verwandlung“ (Metamorphose) von Majuskeln in Minuskeln:
- Am meisten haben sich diese Buchstaben gewandelt:  A → a,  B → b, D → d, E → e, G → g, N → n, Q → q, R → r
- Es gibt Kleinbuchstaben, die in ihrer Form identisch sind mit den Großbuchstaben:  C c,  O o, S s, V v, W w, X x, Z z
- Manche sind nur wenig verändert:  F → f, H → h, I → i, J → j, K → k, L → l, M → m, P → p, T → t, U → u, Y → y

### Gebrochene Schriften
Im späten Mittelalter entstanden – im gotischen Stil – Buchstaben mit hohen Schäften und gebrochenen Bögen, die bei der Strichführung einen sichtbaren „Knick“ im Bogen hinterlassen. Gebrochene Schriften haben als Zierabschlüsse an den Enden der Buchstabenschäfte keine Serifen, sondern sogenannte Quadrangel. Die Großbuchstaben mancher gebrochener Schriften haben einen „verdoppelten“ Schaft.
Kalligrafische Beispiele für die  –  –  –  – 
- Die Rotunda („Rundgotisch“) ist eine gotische Buchschrift in Italien mit weniger „Brechungen“.
- Die Gotische Minuskel hat hohe, schmale Buchstaben und gebrochene Bögen mit Quadrangeln.
- Die Textura ist die bekannteste der „gotischen Schriften“ (als „Gitterschrift“) und war die erste Bleiletter von Johannes Gutenberg.
- Die Bastarda ist eine Mischform von gotischen Schriftarten: sie verbindet die kursive Kanzleischrift mit Elementen der Textura.
- Die Schwabacher zeichnet sich durch eine starke Rundung der Buchstaben aus. So ist z. B. das kleine o beidseitig rund, während es in der Textura beidseitig eckig und in der Fraktur halb rund und halb eckig ist. Typische Buchstaben sind das, oben gekreuzte, kleine g und das große H.
- Die Fraktur hatte den charakteristischen „Elefantenrüssel“ (𝔄𝔅𝔏𝔐𝔑𝔓ℜ𝔙𝔚𝔜). Sie war bis Anfang des 20. Jahrhunderts die meistbenutzte Druckschrift in Deutschland.

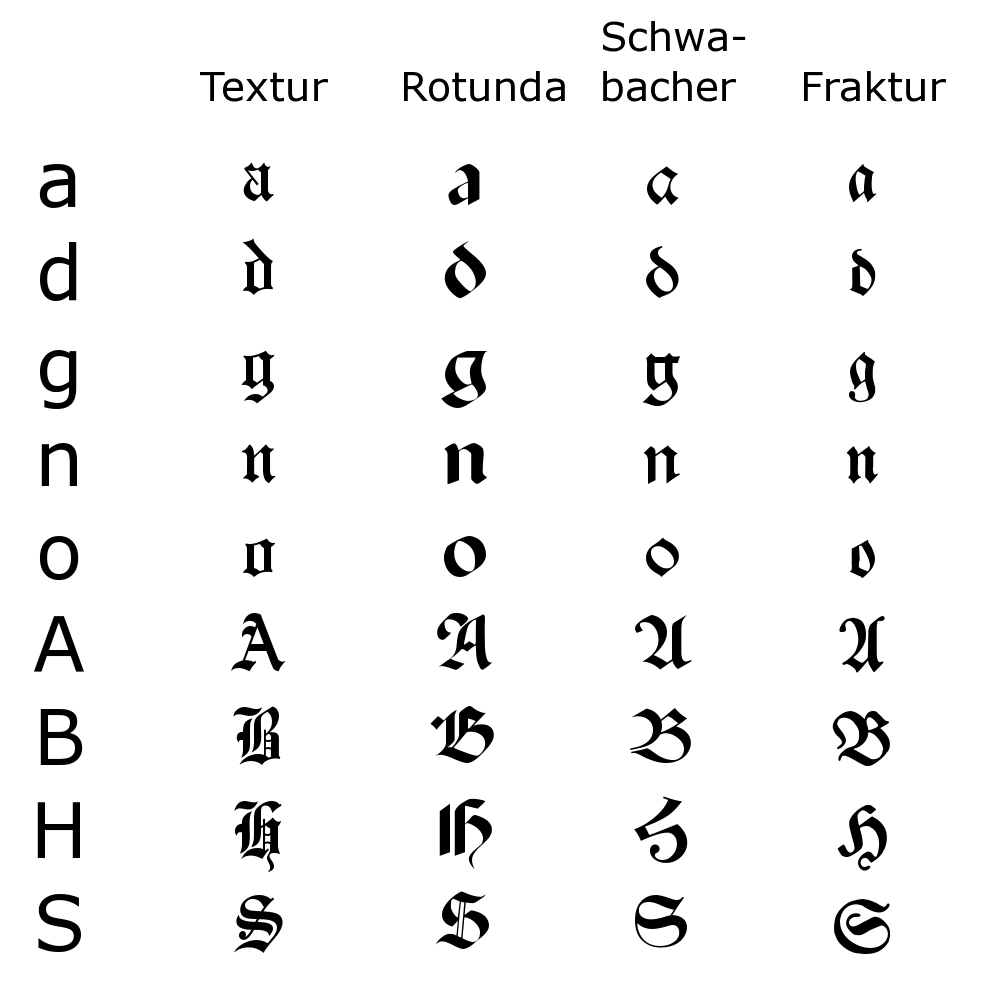
Übersicht über Unterschiede bei gebrochenen Schriften
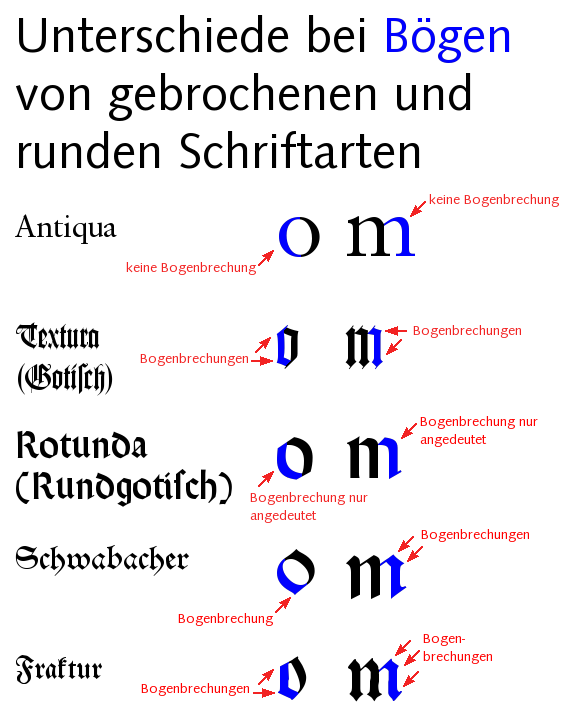
Bögen von runden und gebrochenen Schriftarten
Textura-Variante mit „Schaftverdoppelungen“ bei den Großbuchstaben
Ein Bastarda-Alphabet

### Gezeichnete und moderne Formen
Für die mittelalterlichen Prachtexemplare wurden die Initialen und die „Absatz-Initialen“ (Lombarden) vorgezeichnet und bunt ausgemalt („Auszeichnung“).
Im Jugendstil wurden die Buchstaben für die Lithografie (Steindruck) mit dem Pinsel gezeichnet. Auch „biomorphe“ Buchstaben stammen aus dieser Zeit und kennt man von den Logos wie WELEDA und .

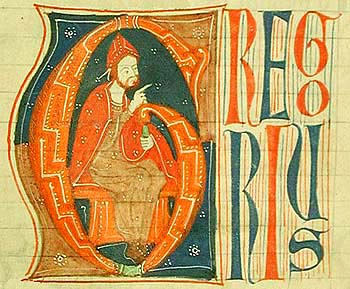
Initiale als Rahmen für eine Figur; der Name in länglichen „Lombarden“ (13. Jahrhundert).
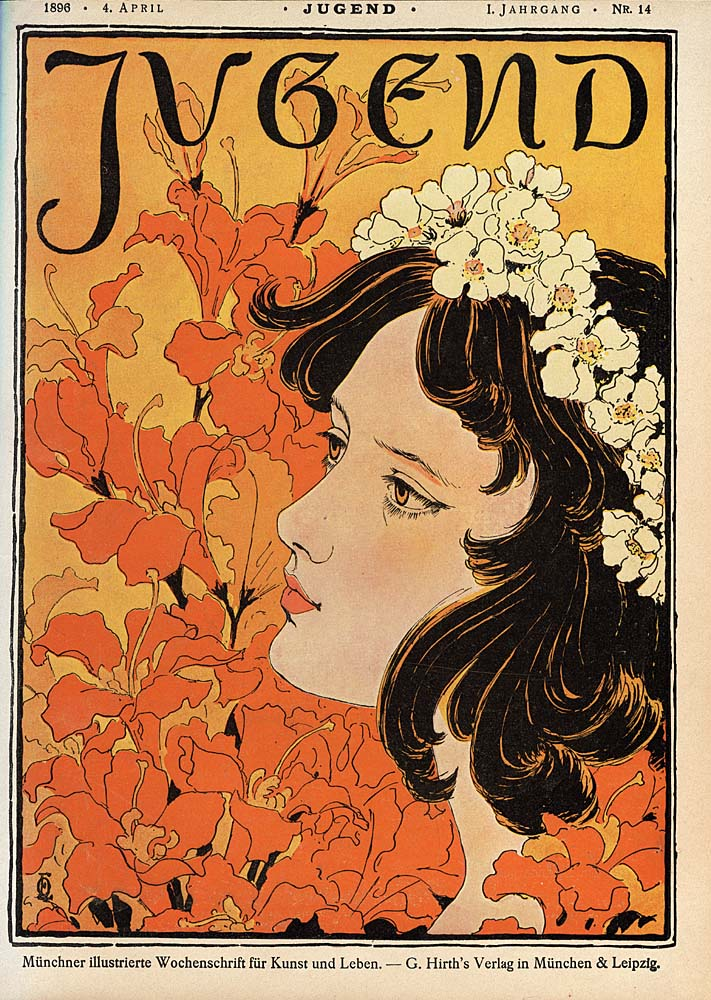
Zeitschrift Jugend, gestaltet von Otto Eckmann, 1896
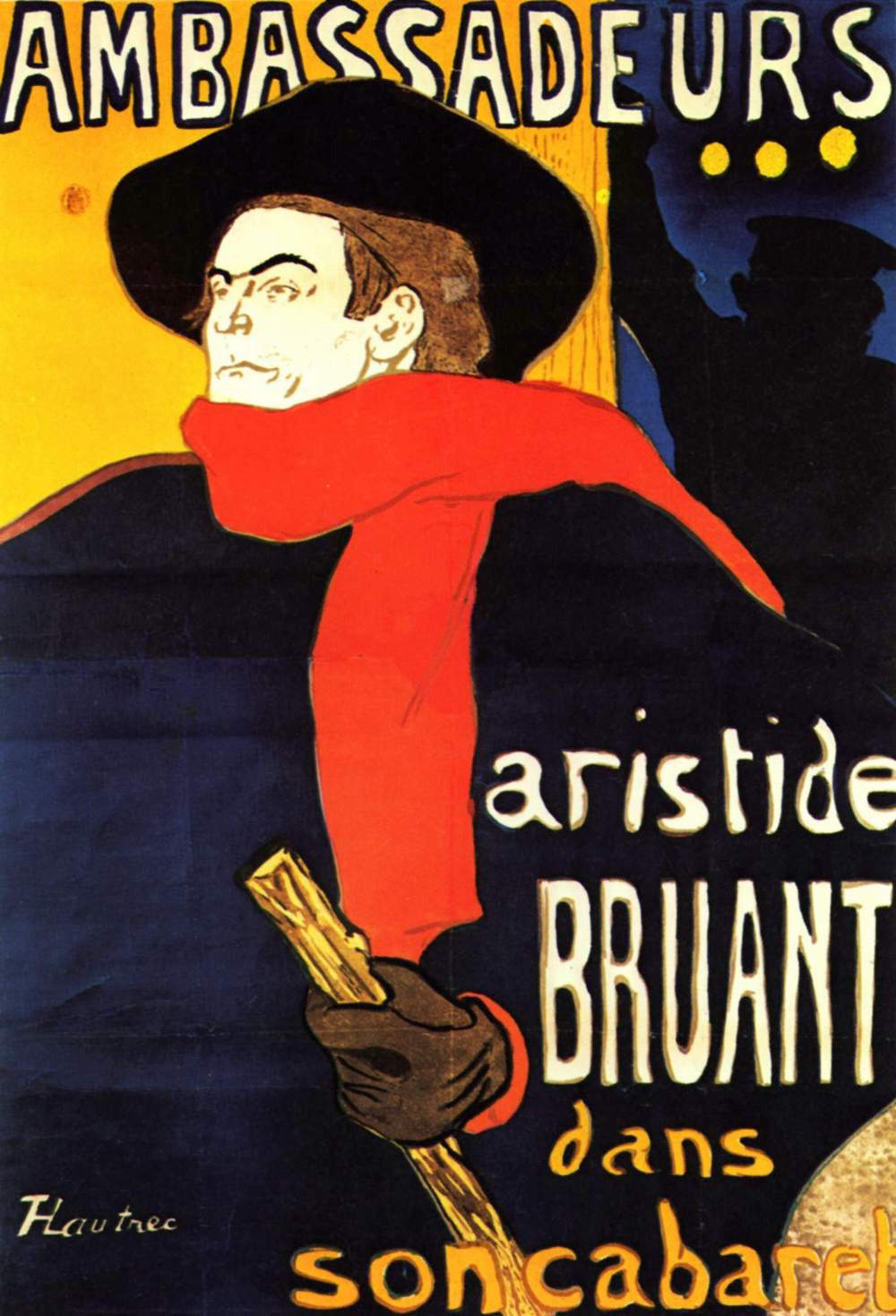
Plakat (Lithografie) von Henri de Toulouse-Lautrec
Jugendstil Druckschrift von Otto Eckmann
»Böcklin«-Druckschrift von Otto Weisert (1904)

Im Buchdruck entstanden auch „Zierschriften“ (Schreibschriften), die den Charakter einer Handschrift (Kursive) mit einem Pinsel oder einer Feder nachahmten: z. B.: Brush Script, Mistral, Choc und Zapfino.

### Sonderformen und Verwechslungen
- Das „lange s“,  <ſ> (<ʃ>) ist eine grafische Variante des Buchstabens <s> und eine stellungsbedingte, allographische Variante des Graphems s. Das <ſ> ist durch seinen vertikalen Schaft charakterisiert und bildet den ersten Bestandteil der beiden Ligaturen <ſʒ> (<ſz>) und <ſs>.

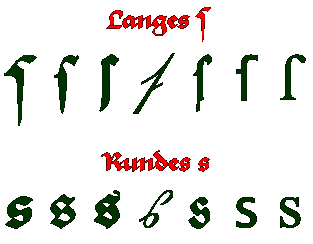
Langes ſ und rundes s in verschiedenen Schriften
Allographe der <ſʒ> (<ſz>) und <ſs>-Ligatur
Alternatives kurʃives r

- Alternative r-Formen: gebrochenes  und rundes r in der Schwabacher sowie ein „geschlängeltes r“ in kurʃiven Schriftarten ().

- Von den gebrochenen Schriftarten stammt die graphische Variante des „z mit Unterschlinge“ (ʒ oder ), das bei der Vereinfachten Ausgangsschrift wieder auftauchte (). Eine weitere graphische Variante ist das ȥ („z mit Haken“) für mittelhochdeutsche Texte.

- In zahlreichen Frakturschriften sind die Großbuchstabenform zum Verwechseln ähnlich:
  -  (A) und  (U),  (B) und  (V),  (N) und  (R) sowie  (K) und  (R), ebenso bei  (S) und  (G) und
  - auch bei manchen Kleinbuchstaben wie  (f, ƒ) und „langem“  (ſ, ʃ) sowie bei  (r) und  (x).

- Unter den Groteskschriften gibt es Schriftschnitte, die eine „geschlossene“ oder „einstöckige“ Form des Kleinbuchstabens a anstatt der sonst üblichen „offenen“ oder „zweistöckigen“ Form verwenden. Das geschlossene ɑ ähnelt dem der Kursiven (ɑ). Ebenso gibt es bei den Groteskschriften ein- und zweistöckige Formen des Buchstabens g (𝗴).
- Die Umlautpunkte bei Ää, Öö und Üü sind durch die Ligaturen Æ/æ und Œ/œ entstanden.

Zweistöckiges und „einstöckiges“ a
Zweistöckiges und „einstöckiges“ g
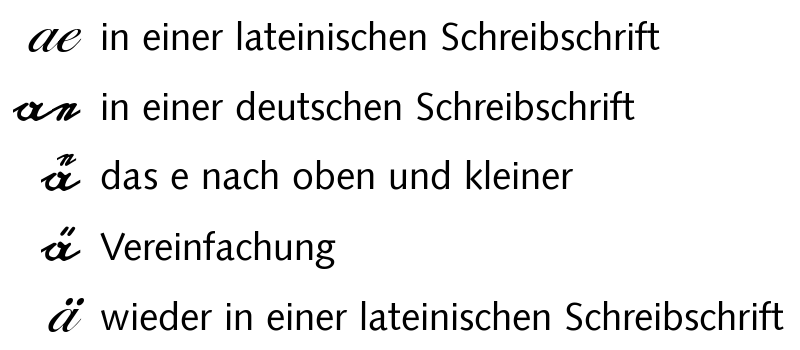
Entstehung der Umlautpunkte (z. B. ä)

Bei den serifenlosen, linearen Schriftarten sind manche Buchstaben zu ähnlich und können verwechselt werden. Das ist eine Schwierigkeit bei Leseanfängern und Legasthenikern.
- Manche Kleinbuchstaben sind im Spiegelbild (oder gedreht) fast identisch:  d|b, q|p und n/u.
- Es besteht auch eine Verwechslungsgefahr beim großen i (I) und dem kleinen L (l). Bei Liter wählt man lieber das ℓ (Schreibschrift) und bei Autobahnschildern das unten gebogene kleine L (ɭ).
- Die „Buchstaben-Chips“ (zum Spielen, serifenlos-linear) haben vermischt keine Richtung. Deshalb können die Buchstaben M und W sowie N und Z verwechselt werden. Das ist nicht möglich beim  „mit Querstrich“ oder beim „überkreuzten“  (als „Doppel-V“).

## Typografie und Schriftarten
Um ein Buch entspannt lesen oder weit entfernte Straßenschilder entziffern zu können, ist es wichtig, die einzelnen Buchstaben eines Textes optisch voneinander trennen und erkennen zu können. Einen Einfluss auf die Lesbarkeit einer Schrift hat neben dem Wort- und Zeilenzwischenraum auch die Gestalt der Zeichen selbst. „Komplexe“ Zeichen sind nicht lesehindernd, sondern steigern ihre Unterscheidbarkeit.
Das lateinische Alphabet kann sich den verschiedensten „Lesebedürfnissen“ anpassen und wechselt dabei seine Form:
- klare und strenge Satzschriften,
- charaktervolle Auszeichnungsschriften,
- Zierbuchstaben und Initialen.[9]

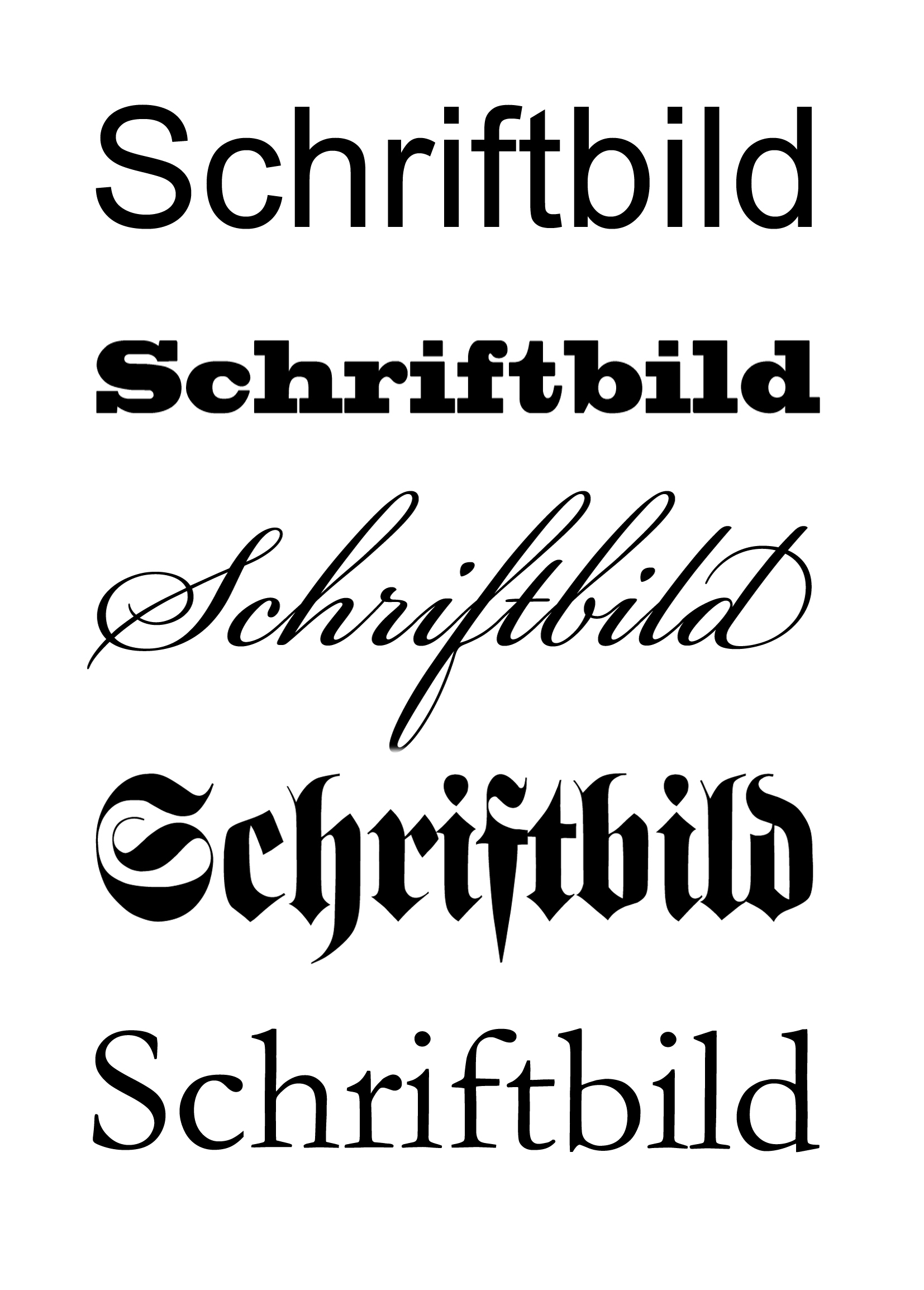
Wirkung verschiedener Schriftarten

In der Typografie wird die Entscheidung für eine Schriftart dem Medium angepasst (Roman, Plakat, Tageszeitung, Gedichtband oder Speisekarte). Ein Text kann unterschiedliche Zwecke erfüllen. Entsprechend seiner Aufgabe wird er in einer dazu „passenden“ Schrift gesetzt. Die Kriterien für die Verwendung einer bestimmten Schriftart können deshalb sein:
- im Verkehrsbereich finden wir vorwiegend groteske Schriftarten;
- in belletristischer Literatur wird meistens eine Antiqua genommen; und
- eine handschriftlich anmutende Schriftart wird eher in Kinderbüchern benutzt.

Die konkrete Form der Buchstaben wird auch sinnlich wahrgenommen. Die grafischen Eigenschaften einer Schriftart (das Schriftbild, ihre „Anmutung“) lösen Assoziationen aus und werden passend oder unpassend zum Text empfunden.

### Gedruckte Formen
Mit der Erfindung der „beweglichen Lettern“ und des Buchdruckes entstanden die Wiegendrucke (Inkunabeln). Der Buchdruck ermöglichte „perfekte“, gleichmäßige Buchstaben (nach kalligrafischen Vorbildern) durch Lettern und Ligaturen. Schon Gutenberg benutzte für seinen Bibeldruck unzählige Glyphen-Varianten, um einen perfekten Blocksatz zu erhalten.
Mit den „gebrochenen“ und den „runden“ Schriften in den Wiegendrucken waren zwei stilistische Richtungen begonnen, in denen sich danach die gestalterische Ausformung von Satzschriftarten vollziehen sollte:
- gebrochene Schrift (Textura Gutenbergs etwa 1455),
- runde Schrift (Antiqua von Nicolas Jenson 1470).

Die erste Kursive wurde 1501 von dem Stempelschneider Francesco Griffo für Aldus Manutius in Venedig geschnitten. Zunächst diente sie als selbständige Buchschrift (z. B. in den „Aldinen“), bis sie ab 1702 als „Schwesternschrift“ der Antiqua (Auszeichnungsschrift) verwendet wurde.
Die Typografie verwendet für die verschiedenen Buchstabenformen diese Begriffe:
- der Schriftschnitt (Schriftstil) variiert und kombiniert drei Merkmale einer Schriftauszeichnung: Schriftstärke (z. B. mager, normal, fett), Schriftbreite (z. B. schmal, normal, breit) und Schriftlage (z. B. normal, schräg=„oblique“, kurʃiv);
- die Schriftfamilien lassen sich den Klassifikationsgruppen zuordnen:
  - mit Serifen (Renaissance-, Barock- und Klassizistische Antiqua), serifenbetonte lineare Antiqua (Egyptienne, Italienne) und serifenlose Antiqua (Grotesk);
  - Antiqua-Varianten, Handschriftliche Antiqua und Schreibschriften;
  - „Gebrochene“ Buchstaben: Rotunda („Rundgotisch“), Schwabacher, Fraktur und Textura („Gitterschrift“).

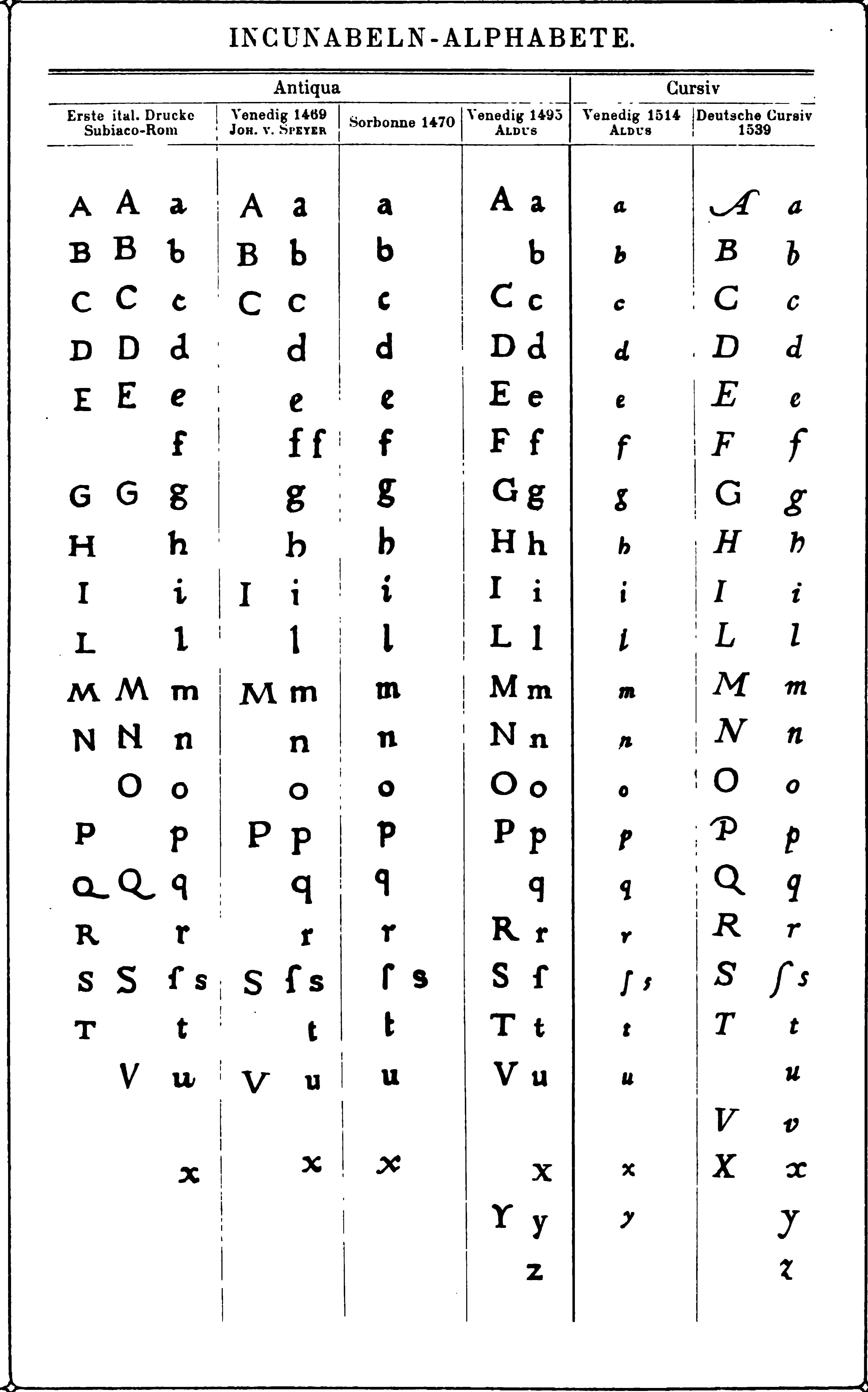
Inkunabeln-Alphabete: Antiqua und Cursiv
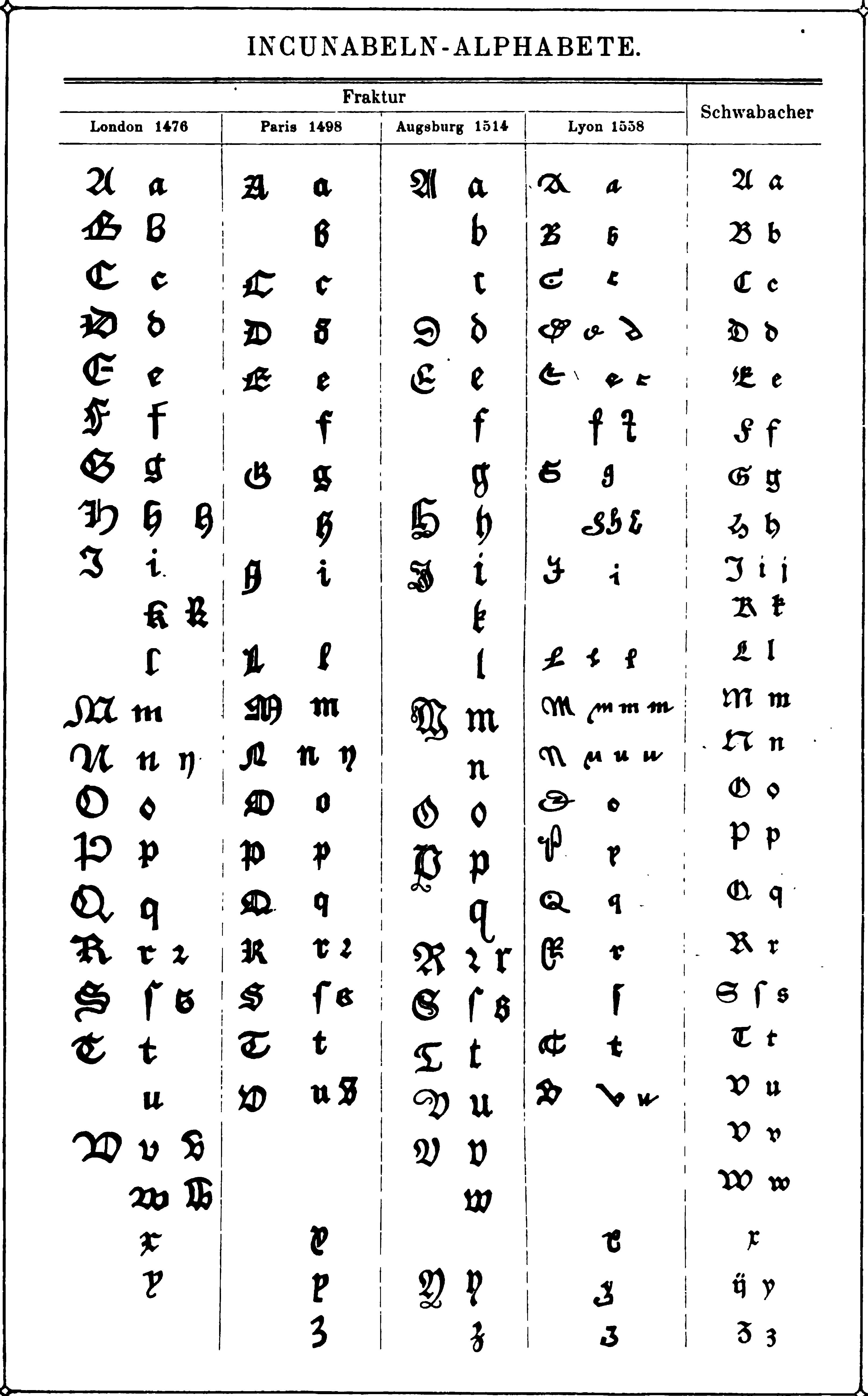
Inkunabeln-Alphabete: Fraktur und Schwabacher
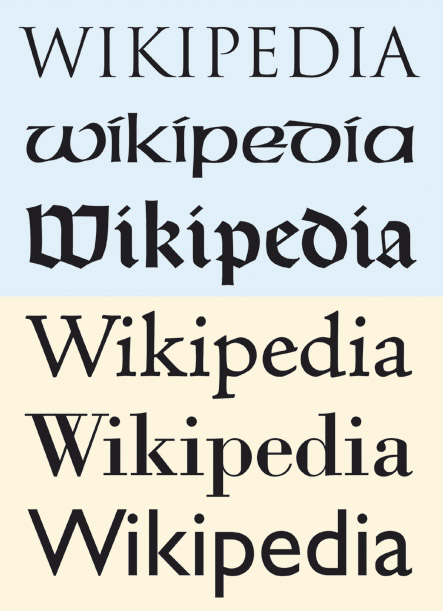
Buchstabenentwicklung mit modernen Druckschriften

Die Typografie war seit Gutenberg ein Teil des Fachwissens der Stempelschneider und Schriftsetzer. Heute ist sie ein Teil der Ausbildung von Grafikdesignern (Schriftentwerfer) und Mediengestaltern. Inzwischen kann fast jeder am Computer (mit DTP) Texte erstellen (z. B. Einladungen, Poster u. a.), die Schriftart wählen oder mit einem Schrifteditor die Buchstaben selber bearbeiten. In der Mikrotypografie gibt es rund hundert Fachbegriffe, um die „Anatomie der Buchstaben“ und ihre Formmerkmale zu beschreiben.

### Elementare Typografie
Die Elementare Typografie ist eine Reaktion auf den Ende des 19. Jahrhunderts einsetzenden Verfall der typografischen Gestaltung. Durch neue Erfindungen im Bereich der Drucktechnik (z. B. Lithografie und Offset-Druck) bot sich plötzlich eine Vielzahl an Gestaltungsmöglichkeiten. Dies führte zu einem übertriebenen Gebrauch von Zierleisten, Rahmen und Ornamenten. Die Schriften selbst wurden oft wahllos miteinander vermischt.
Die Grotesk (serifenlose Linear-Antiqua) entstand – wie die Egyptienne, Anfang des 19. Jahrhunderts in England. Durch das Fehlen der Serifen unterscheiden sich Groteskschriften von der Serifenbetonten Linear-Antiqua (Egyptienne und Italienne).
Paul Renner ist vor allem für seine Satzschrift Futura bekannt und beeinflusste damit die Bauhaus-Bewegung. Der Bauhaus-Typograf Herbert Bayer entwickelte ein „unicase-Alphabet“ (ohne Großbuchstaben). Bekannt geworden sind auch seine Bauhaus-Typen.

»Egyptienne« 1850, Bauersche Gießerei
»Grotesk« 1898 von der Berthold AG
- »Bauhaus-Type«
von Herbert Bayer
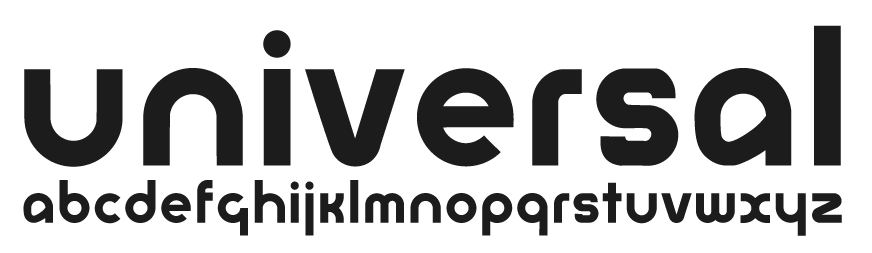
„unicase-alphabet“: nur grotesk-minuskeln
»Architype« von Paul Renner

- »Architype«
von Paul Renner

### Werbeschriften und Zierbuchstaben
Die heutigen Werbeschriften sollen auffallen und finden sich in Headlines, Logos und auf Plakaten. Der Fotosatz und die Abreibebuchstaben (von Letraset) verbreitete viele neue Schriftarten von „Werbegrafikern“ (Grafikdesignern). Reklameschriften („Decorative“, Schablonenschriften und Sportschriften) werden auch als Display-Schriften bezeichnet. »Display Types« ist eine alternative Bezeichnung für Bildschirm- und Druckschriften, die in der Schriftklassifikation meistens zur Untergruppe der Antiqua-Varianten bzw. zu den Zierschriften gehören. Display-Schriften haben meist ein dekoratives oder modisches Aussehen, das stark von der „Letternarchitektur“ der Textschriften abweicht und dadurch auffallen.

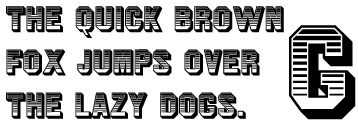
»Jim Crow« Majuskeln
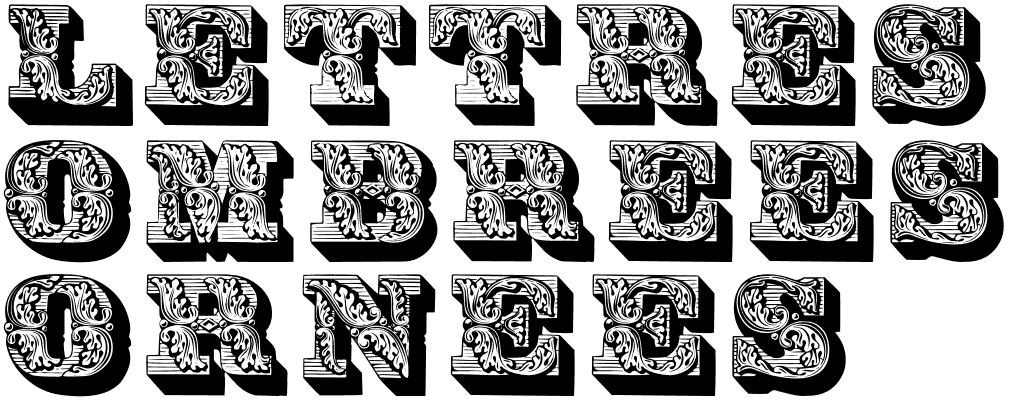
„dreidimensionale“ Initialen
„Fantasie-Buchstaben“
„Walt Disney Schrift“

### Funktionale Schriftarten
- Normschriften (DIN 1451) für technische Zeichnungen, Verkehrsschilder und Kfz-Kennzeichen (FE-Schrift)
- Schreibmaschine und Fernschreiber: nichtproportionale Schriftart mit einer festen Zeichenbreite (Dickte, Monospace).
- maschinenlesbare Schriften: OCR-A und OCR-B (meist nichtproportional)
- Bildschirmschriften (Screen-Fonts) und PC-Drucker-Fonts

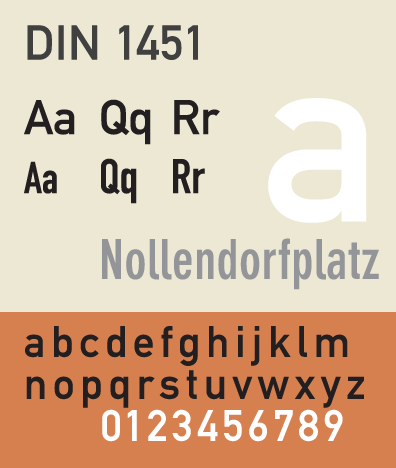
Technik- und Verkehrsschrift
Fälschungserschwerende Kfz-Kennzeichen
Maschinenlesbare Schrift
„gepixelte“ Schrift am Bildschirm

### Digitale Buchstaben
Schrifteditoren, sogenannte „Font-Editoren“ (von englisch Font → Schriftart), sind Computerprogramme zur Erzeugung oder Bearbeitung von Schriftarten auf dem PC und einem Drucker. Für die Zeichendarstellung auf Computern gibt es verschiedene Techniken:
- Rasterfonts (auch als Pixelfonts oder Bitmap-fonts bezeichnet), bei denen jeder Bildpunkt einer Glyphe (das konkrete Erscheinungsbild eines Zeichens) einzeln festgelegt ist.
- Vektorfonts, bei denen die Darstellung der Glyphen durch Angabe von Vektoren für deren Umrisse erfolgt (TrueType). Die einzelne Glyphe besteht dann jeweils aus einem oder mehreren geschlossenen „Linienzügen“, je nachdem welcher Buchstabe realisiert wird.

Durch einen Font erhalten Buchstaben (Glyphen) eine digitale Gestalt und Form. Auf diese Weise bilden die Glyphen in ihrer Gesamtheit eine digitale Satzschrift. Eine künstlerische Form wird von einem Schriftgestalter, einem Grafikdesigner, entwickelt.
FontForge ist ein freies Schriftbearbeitungsprogramm (seit 2000) zum Entwerfen und Bearbeiten von Computerschriften. Es ist vergleichbar mit Fontographer und Fontlab. Das Ziel ist es, „freie“ Schriftarten zu entwerfen, z. B. »Linux Libertine« und kann auch privat genutzt werden.

Vergleich: Outline- und Rastergrafik-Schriftart
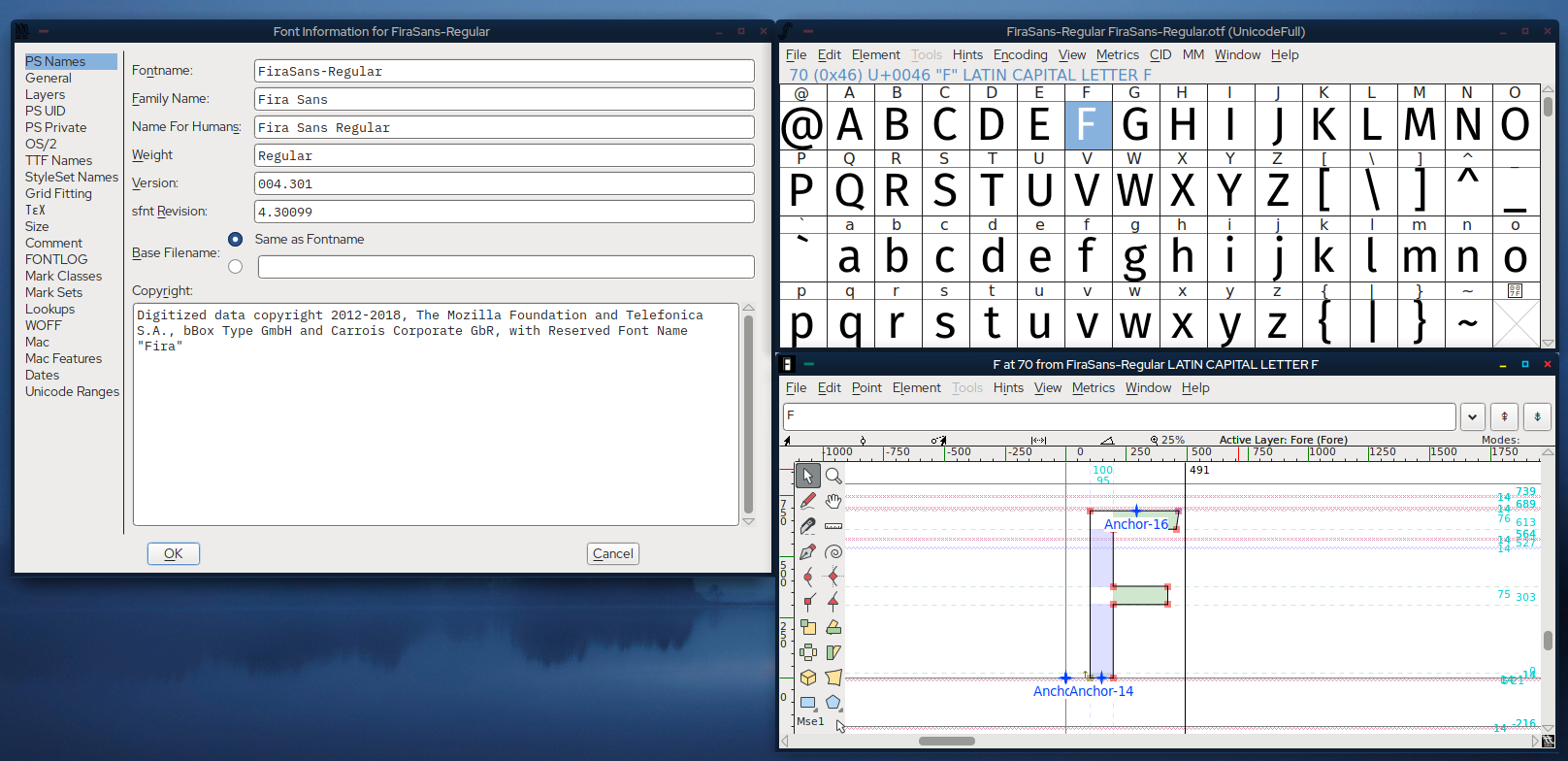
Beispiel eines Schrift(Font)-Editors
»Linux Libertine« (mit FontForge gestaltet)
Serifenlose Schrift (mit FontForge erstellt)

## Zitate zu Buchstaben
Romano Guardini: „Jeder Buchstabe ist eine kleine, wohlausgewogene Figur. Es gibt auch schlechte Schriften, sobald aber eine edel ist, sieht man, wie jeder Buchstabe in sich ruht.“
Wassily Kandinsky: „Buchstaben sind praktische und nützliche Zeichen, aber ebenso reine Form und innere Melodie.“